# Sáng tạo doanh 2021
Sáng tạo doanh 2021 (tiếng Trung: 创造营 2021; bính âm: ChuàngZàoYíng 2021), còn được gọi là CHUANG 2021, là mùa thứ tư của Produce 101 Trung Quốc, một chương trình sống còn tìm kiếm thần tượng của Trung Quốc, và là mùa thứ ba dưới tên gọi Sáng tạo doanh. Chương trình quy tụ 90 thực tập sinh nam đến từ các quốc gia và công ty giải trí khác nhau, nhằm tạo thành một nhóm nhạc nam quốc tế gồm 11 thành viên thông qua bình chọn của khán giả toàn cầu. 11 thực tập sinh cuối cùng đã chính thức ra mắt với tên gọi INTO1.
Mùa thứ tư của chương trình được phát sóng trên Tencent Video và WeTV vào các ngày thứ Tư và thứ Bảy hàng tuần lúc 19:00 CST (UTC+8) từ ngày 17 tháng 2 năm 2021, với phụ đề có sẵn bằng nhiều ngôn ngữ phụ đề. Đêm chung kết được phát sóng trực tiếp vào ngày 24 tháng 4 năm 2021.

## Lịch sử sản xuất
Vào tháng 8 năm 2020, Tencent Video đã tổ chức một cuộc họp báo, thông báo về việc phát động đợt tuyển chọn thí sinh trên toàn thế giới cho Sáng tạo doanh 2021. Ban đầu, có những thông tin cho rằng mùa thứ tư sẽ có sự kết hợp của các thực tập sinh nam và nữ, nhưng tài khoản Sina Weibo chính thức của chương trình đã bác bỏ tin đồn này.
Sáng tạo doanh 2021 quy tụ 90 thực tập sinh nam đến từ khắp các quốc gia khác nhau, những người sẽ phải trải qua nhiều thử thách để tranh giành một vị trí trong nhóm nhạc nam mới nhất ở Trung Quốc đại lục. Thông qua quá trình đào tạo, các nhiệm vụ, và đánh giá với sự hướng dẫn của sáu thành viên ban cố vấn, các thực tập sinh sẽ được bồi dưỡng kỹ năng và tài năng của bản thân. Cuối cùng, từ 90 học viên sẽ chọn ra 11 thực tập sinh để thành lập một nhóm nhạc.
Quá trình ghi hình bắt đầu tại đảo Hải Nam (Trung Quốc) vào tháng 1 năm 2021. Trong tuần đầu tiên, hai tập của chương trình được chiếu vào thứ 4 và thứ 7, các tập tiếp theo sẽ chỉ lên sóng vào các ngày thứ 7 với khung giờ cũ.
Vào ngày 1 tháng 1 năm 2021, logo chính thức mang phong cách pixel cho Sáng tạo doanh 2021 đã được ra mắt, cùng với khẩu hiệu "冒險島的召喚" hay "Call of Adventure Islands".

## Cố vấn
Vào tháng 10 năm 2020, Tencent Video thông báo sẽ sản xuất mùa thứ tư của loạt chương trình Sáng tạo doanh Trung Quốc, với Đặng Siêu là nhà sản xuất quốc dân. Năm cố vấn khác cũng đã được công bố vào tháng 1 năm 2021, bao gồm Ninh Tịnh, Amber, Châu Thâm, Châu Chấn Nam và Nene.

### Cố vấn chính
| Tên                 | Năm sinh | Nghề nghiệp                  | Nhóm nhạc        | Vai trò                       |
| ------------------- | -------- | ---------------------------- | ---------------- | ----------------------------- |
| Đặng Siêu           | 1979     | Diễn viên hài/Đạo diễn/Ca sĩ |                  | Nhà sản xuất quốc dân         |
| Ninh Tịnh           | 1972     | Diễn viên/Ca sĩ              |                  | Cố vấn thanh nhạc             |
| Châu Thâm           | 1992     | Ca sĩ                        |                  | Cố vấn thanh nhạc             |
| Amber               | 1992     | Ca sĩ/Nhạc sĩ                | f(x)             | Cố vấn Rap và Nhảy            |
| Châu Chấn Nam       | 2000     | Ca sĩ                        | R1SE             | Cố vấn Rap và Nhảy            |
| Nene/Trịnh Nãi Hinh | 1997     | Ca sĩ/Diễn viên              | BonBon Girls 303 | Trợ giảng học viên nước ngoài |

### Cố vấn khách mời
| Tên                 | Năm sinh | Nghề nghiệp       | Tập      |
| ------------------- | -------- | ----------------- | -------- |
| Mitsuki Kimura/Kōki | 2003     | Người mẫu/Nhạc sĩ | 3.1, 3.2 |
| Cung Tuấn           | 1992     | Diễn viên         | 8        |

## Danh sách thí sinh
| Họ và tên                        | Năm sinh | Nơi sinh                           | Công ty chủ quản                            |
| -------------------------------- | -------- | ---------------------------------- | ------------------------------------------- |
| Caelan Moriarty                  | 2001     | Guantanamo, Cuba                   | Avex                                        |
| Kazuma Horikawa Mitchell         | 2000     | New York, Hoa Kỳ                   | Avex                                        |
| Mika Hashizume                   | 1998     | Hawaii, Hoa Kỳ                     | Avex                                        |
| Rikimaru Chikada                 | 1993     | Hyogo, Nhật Bản                    | Avex Warps                                  |
| Santa Uno                        | 1998     | Aichi, Nhật Bản                    | Avex Warps                                  |
| Tạ Hưng Dương                    | 1999     | Hàng Châu, Trung Quốc              | Bad Water Entertainment                     |
| Lưu Vũ                           | 2000     | Hợp Phì, An Huy, Trung Quốc        | Biubiu Culture                              |
| Vi Ngữ Tiết                      | 2002     | Trùng Khánh, Trung Quốc            | Black Gold Enterainment                     |
| Diệp Hạo Nhiên                   | 1999     | Chiết Giang, Trung Quốc            | Chen Xiaoxi Culture Media                   |
| Quý Thượng Kỳ                    | 1996     | Tứ Xuyên, Trung Quốc               | Chengmeng Culture                           |
| Lý Gia Hào                       | 1997     | Trùng Khánh, Trung Quốc            | Chengmeng Culture                           |
| Lý Trạch Khôn                    | 2000     | Sơn Đông, Trung Quốc               | Chengmeng Culture                           |
| Ichika Uehara                    | 1992     | Tokyo, Nhật Bản                    | Diwon Media                                 |
| Lý Gia Tường                     | 1997     | Liêu Ninh, Trung Quốc              | Dream Entertainment                         |
| Lindow Ozaki                     | 1996     | Kanagawa, Nhật Bản                 | Esee Model                                  |
| Nặc Ngôn / Quách Quế Hâm         | 1999     | Quảng Đông, Trung Quốc             | Estarpro Club                               |
| La Ngôn                          | 2003     | Trùng Khánh, Trung Quốc            | Fanling Culture                             |
| Hà Quyến Dục                     | 1999     | Hồng Kông                          | FLOWSIXTEEN                                 |
| Hoàng Côn                        | 1995     | Phúc Kiến, Trung Quốc              | FLOWSIXTEEN                                 |
| Trương Tinh Đặc                  | 2003     | Ôn Châu, Trung Quốc                | FLOWSIXTEEN                                 |
| Phạm Trăn Nhĩ                    | 1996     | Sơn Đông, Trung Quốc               | Godly Entertainment                         |
| Tưởng Đôn Hào                    | 1995     | Tân Cương, Trung Quốc              | Haixi Media                                 |
| Tiết Bát Nhất                    | 1999     | Sơn Tây, Trung Quốc                | Haohan Entertainment                        |
| Hà Ngật Phồn                     | 1998     | Nghi Tân, Trung Quốc               | Hà Ngật Phồn Studio                         |
| Shingo Kadowaki                  | 1994     | Osaka, Nhật Bản                    | He&She Entertainment                        |
| Ngô Hải                          | 1997     | Trùng Khánh, Trung Quốc            | Hippo Film                                  |
| Ngụy Tử Việt                     | 1998     | Tương Dương, Hồ Bắc, Trung Quốc    | Hongyi Entertainment / MYoung Entertainment |
| Vu Dương                         | 1999     | Hồ Bắc, Trung Quốc                 | Hỷ Hoan Quý Tiết (喜欢季节SHINYSEASON)      |
| Tào Tả                           | 1996     | Trùng Khánh, Trung Quốc            | Hỷ Hoan Quý Tiết (喜欢季节SHINYSEASON)      |
| Oscar / Vương Chính Hùng         | 1998     | Tứ Xuyên, Trung Quốc               | Hỷ Hoan Quý Tiết (喜欢季节SHINYSEASON)      |
| Trương Chương                    | 1999     | An Huy, Trung Quốc                 | Hỷ Hoan Quý Tiết (喜欢季节SHINYSEASON)      |
| Lưu Nghiêm Đông Quý              | 2000     | Thành Đô, Trung Quốc               | Hỷ Hoan Quý Tiết (喜欢季节SHINYSEASON)      |
| Vinh Diệu                        | 2000     | Tân Cương, Trung Quốc              | I.E. One Entertainment                      |
| Trần Thụy Phong                  | 1994     | Trùng Khánh, Trung Quốc            | Thí sinh tự do                              |
| David Kolosov                    | 1993     | Vladikavkaz, Nga                   | Thí sinh tự do                              |
| Hàn Bội Tuyền                    | 2000     | Hắc Long Giang, Trung Quốc         | Thí sinh tự do                              |
| Tỉnh Lung                        | 1997     | Thẩm Dương, Trung Quốc             | Thí sinh tự do                              |
| Lăng Tiêu                        | 1998     | Tân Cương, Trung Quốc              | Thí sinh tự do                              |
| Lưu Đường Huy                    | 2000     | Trùng Khánh, Trung Quốc            | Thí sinh tự do                              |
| Ryo Harabe                       | 2003     | Fogang, Nhật Bản                   | Thí sinh tự do                              |
| Luke Pfleger                     | 1995     | Seattle, Hoa Kỳ                    | Thí sinh tự do                              |
| Du Canh Dần                      | 1996     | Thẩm Quyến, Quảng Đông, Trung Quốc | Thí sinh tự do                              |
| Yuya Tsuzuk                      | 1999     | Nagoya, Nhật Bản                   | Thí sinh tự do                              |
| Trương Đằng                      | 1999     | Hồ Bắc, Trung Quốc                 | Thí sinh tự do                              |
| Nine / Kornchid Boonsathitpakdee | 1999     | Băng Cốc, Thái Lan                 | Insight Entertainment                       |
| Patrick Nattawat Finkler         | 2003     | Đức                                | Insight Entertainment                       |
| Hà Ý Tuấn                        | 2000     | Chiết Giang, Trung Quốc            | Jaywalk Newjoy                              |
| Tiền Chính Vũ                    | 2002     | Hắc Long Giang, Trung Quốc         | Jaywalk Newjoy                              |
| Từ Thánh Tư                      | 1999     | Chiết Giang, Trung Quốc            | Jaywalk Newjoy                              |
| Châu Kha Vũ                      | 2002     | Bắc Kinh, Trung Quốc               | Jaywalk Newjoy                              |
| Trần Tuấn Khiết                  | 2000     | Tân Cương, Trung Quốc              | Jiashang Media                              |
| Lý Bái Dương                     | 1997     | Trịnh Châu, Trung Quốc             | Jiashang Media                              |
| Trịnh Minh Hâm                   | 2000     | Hà Nam, Trung Quốc                 | Jiashang Media                              |
| Trương Hân Nghiêu                | 1994     | Xích Long, Nội Mông                | Joy Media                                   |
| Lelush / Vladislav Sidorov       | 1994     | Vladivostok, Nga                   | KING Holdings                               |
| Yuu / Yujin Kiuchi               | 2001     | Chiba, Nhật Bản                    | KINGS Artists                               |
| Lâm Dục Tu                       | 1999     | Đài Bắc, Đài Loan                  | L. Tao Entertaiment                         |
| Lục Định Hạo                     | 1995     | Thượng Hải, Trung Quốc             | Lục Định Hạo Studio                         |
| Tăng Hàm Giang                   | 2000     | Tứ Xuyên, Trung Quốc               | M+ Entertainment                            |
| Thiệu Minh Minh                  | 1997     | An Huy, Trung Quốc                 | Mango TV                                    |
| Vương Hiếu Thần                  | 1998     | Hồ Bắc, Trung Quốc                 | Migo Tom                                    |
| Hồ Diệp Thao                     | 2000     | Bắc Kinh, Trung Quốc               | Mistar                                      |
| Lý Lạc Nhĩ                       | 2001     | Bắc Kinh, Trung Quốc               | Musical Freedom                             |
| Lâm Mặc                          | 2001     | Trùng Khánh, Trung Quốc            | Original Plan                               |
| Dịch Hàm                         | 2002     | Bắc Kinh, Trung Quốc               | Original Plan                               |
| Tiêu Lực Hoàn                    | 1999     | Tứ Xuyên, Trung Quốc               | Polar Bear Entertainment                    |
| Ngô Vũ Hằng                      | 1996     | Thành Đô, Trung Quốc               | Prince Culture                              |
| Từ Thiệu Lam                     | 2003     | Trùng Khánh, Trung Quốc            | Qigu Culture                                |
| Hiroto Ikumi                     | 2002     | Osaka, Nhật Bản                    | RBW Entertainment                           |
| Jumpei Sumita                    | 1996     | Tokyo, Nhật Bản                    | RBW Entertainment                           |
| Keiya Taguchi                    | 2003     | Gunma, Nhật Bản                    | RBW Entertainment                           |
| Amu Hanyuda                      | 1997     | Tokyo, Nhật Bản                    | Revive                                      |
| Andy Shamray                     | 1994     | Huliaipole, Ukraine                | Rock Sound Media                            |
| Đại Thiếu Đông                   | 1997     | Liêu Ninh, Trung Quốc              | SDT Entertainment                           |
| Lailai / Asuka Ichinose          | 1995     | Yokohama, Nhật Bản                 | Soundnova Culture                           |
| Eisho Sato                       | 2003     | Kanagawa, Nhật Bản                 | Stardust Promotion                          |
| Lý Chính Đình                    | 2001     | Trùng Khánh, Trung Quốc            | STF Entertainment                           |
| A Khắc Chu Lực                   | 2002     | Tân Cương, Trung Quốc              | Superblazing Planet                         |
| Cốc Liễu Lâm                     | 2000     | Hà Nam, Trung Quốc                 | Superblazing Planet                         |
| Lý Thái Long                     | 2000     | Hà Nam, Trung Quốc                 | Superblazing Planet                         |
| Lưu Chương                       | 1999     | Châu Hải, Trung Quốc               | W8VES                                       |
| Phó Tư Siêu                      | 1999     | Bắc Kinh, Trung Quốc               | Wajijiwa Entertainment                      |
| Nhậm Dận Bồng                    | 1999     | Trùng Khánh, Trung Quốc            | Wajijiwa Entertainment                      |
| Trương Gia Nguyên                | 2003     | Dinh Khẩu, Trung Quốc              | Wajijiwa Entertainment                      |
| Bá Viễn                          | 1993     | Quý Châu, Trung Quốc               | White Media                                 |
| Vương Trạch Hạo                  | 1999     | Trường Sa, Trung Quốc              | Xiangxingli Culture                         |
| Lưu Thông                        | 2001     | Quảng Đông, Trung Quốc             | Xinhua Beiyi Culture                        |
| Khuất Bách Vũ                    | 2001     | Tứ Xuyên, Trung Quốc               | Xinhua Beiyi Culture                        |
| Lại Diệu Tường                   | 1997     | Đài Bắc, Đài Loan                  | Yiling Media                                |
| Cam Vọng Tinh                    | 2000     | Hồ Nam, Trung Quốc                 | Yuxiao Media                                |

## Nội dung chương trình

### Vòng thử giọng
Các thực tập sinh tự lập nhóm để trình diễn cùng nhau hoặc có thể trình diễn đơn lẻ. Sau khi màn biểu diễn kết thúc, ban cố vấn có quyền chỉ định một số hoặc tất cả thành viên trong nhóm trình diễn một tiết mục cá nhân để có thêm cơ sở cho việc đánh giá.
Một quy tắc mới đã được áp dụng tại vòng thử giọng mùa này: các cố vấn sẽ không còn toàn quyền quyết định thứ hạng của các học viên, thay vào đó, lần đầu tiên các học viên tham gia bình chọn cho các tiết mục của các nhóm thí sinh cùng với ban cố vấn. Mỗi học viên được bình chọn bởi 89 thí sinh khác và 5 cố vấn (tối đa 94 phiếu), kết quả bình chọn này được dùng để xếp thí sinh vào các phân lớp A, B, C và F.
Sau khi kết thúc 9 màn trình diễn đầu tiên, ban cố vấn tiết lộ rằng nhóm nhạc ra mắt sẽ bao gồm 11 thành viên, tương ứng với số lượng học viên được xếp vào lớp A. Các thí sinh đầu tiên của lớp A được công bố là Châu Kha Vũ, Oscar và Lâm Mặc. Sau 11 phần trình diễn tiếp theo, các cố vấn công bố kết quả lần hai các học viên được ngồi ở vị trí lớp A. Các học viên lớp A hiện tại đều bị giáng xuống lớp B, trong khi bảy thành viên mới ghi danh vào lớp A là Vu Dương, Lý Gia Tường, Santa, Rikimaru, Hồ Diệp Thao, Bá Viễn và Du Canh Dần.
Sau khi tất cả các học viên hoàn thành sân khấu đầu tiên của mình, ban cố vấn công bố các học viên còn lại được vào lớp A. Không ai trong số các học viên lớp A hiện tại bị giáng cấp, trong khi Lưu Vũ và Hàn Bội Tuyền giành vị trí thứ 8 và 9 trong lớp A. Lâm Mặc, Hiroto và Đại Thiếu Đông - những người cùng nhận được 89 phiếu - phải tham gia vào một vòng bình chọn phụ của các học viên còn lại để quyết định hai vị trí cuối cùng của lớp A. Đại Thiếu Đông (35 phiếu) và Lâm Mặc (27 phiếu) là những người ngồi vào các vị trí còn lại của lớp A, trong khi Hiroto được giữ lại trong lớp B.
| Vòng thử giọng – Đánh giá ban đầu | Vòng thử giọng – Đánh giá ban đầu | Vòng thử giọng – Đánh giá ban đầu                                              | Vòng thử giọng – Đánh giá ban đầu                                              | Vòng thử giọng – Đánh giá ban đầu |
| Tiết mục đặc biệt                 | Tiết mục đặc biệt | Tiết mục đặc biệt                                                              | Tiết mục đặc biệt                                                              | Tiết mục đặc biệt |
| #                                 | Bài hát thể hiện (Sáng tác) | Bài hát thể hiện (Sáng tác)                                                    | Bài hát thể hiện (Sáng tác)                                                    | Biểu diễn |
| --------------------------------- | --- | ------------------------------------------------------------------------------ | ------------------------------------------------------------------------------ | --- |
| 1                                 | 《Julia》(Vương Lực Hoành) | 《Julia》(Vương Lực Hoành)                                                     | 《Julia》(Vương Lực Hoành)                                                     | Ninh Tịnh |
| 2                                 | 《Shake That Brass》(Amber Liu, Nermin Harambasic, Jin Choi, Courtney Woolsey)                                                           | 《Shake That Brass》(Amber Liu, Nermin Harambasic, Jin Choi, Courtney Woolsey) | 《Shake That Brass》(Amber Liu, Nermin Harambasic, Jin Choi, Courtney Woolsey) | Amber |
| 3                                 | 《自己按门铃自己听》("Tự nhấn chuông cửa tự lắng nghe") (Cao Tiểu Song)                                                                  | 《自己按门铃自己听》("Tự nhấn chuông cửa tự lắng nghe") (Cao Tiểu Song)        | 《自己按门铃自己听》("Tự nhấn chuông cửa tự lắng nghe") (Cao Tiểu Song)        | Châu Thâm |
| 4                                 | 《C》(Châu Chấn Nam) | 《C》(Châu Chấn Nam)                                                           | 《C》(Châu Chấn Nam)                                                           | Châu Chấn Nam |
| 5                                 | 《喊出我的名字》(Call Me Call My Name) (Nakamura Daisuke)                                                                                | 《喊出我的名字》(Call Me Call My Name) (Nakamura Daisuke)                      | 《喊出我的名字》(Call Me Call My Name) (Nakamura Daisuke)                      | Đặng Siêu |
| Các phần trình diễn               | |                                                                                |                                                                                | |
| #                                 | Bài hát thể hiện (Sáng tác) | Thành viên                                                                     | Điểm                                                                           | Phần trình diễn cá nhân |
| Tập 1.1 (17 tháng 2 năm 2021)     | |                                                                                |                                                                                | |
| 1                                 | 《和你在一起》("Ở cạnh bên nhau") (Urban Cla6ix)                                                                                         | Diệp Hạo Nhiên                                                                 | 58                                                                             | |
| 1                                 | 《和你在一起》("Ở cạnh bên nhau") (Urban Cla6ix)                                                                                         | Lục Định Hạo                                                                   | 44                                                                             | Hát:《和你在一起》("Mặt trời nhỏ") (Lục Định Hạo) Nhảy:《莲》("Hoa sen") (Trương Nghệ Hưng, Anti-General)                               |
| 1                                 | 《和你在一起》("Ở cạnh bên nhau") (Urban Cla6ix)                                                                                         | Lưu Đường Huy                                                                  | 31                                                                             | |
| 1                                 | 《和你在一起》("Ở cạnh bên nhau") (Urban Cla6ix)                                                                                         | Ngụy Tử Việt                                                                   | 79                                                                             | 《父亲写的散文诗》("Tập thơ tản văn cha tôi viết") (Hứa Phi)                                                                            |
| 1                                 | 《和你在一起》("Ở cạnh bên nhau") (Urban Cla6ix)                                                                                         | Tạ Hưng Dương                                                                  | 31                                                                             | |
| 2                                 | 《慢慢》("Chầm chậm") (Desmond "DCope" Copeland, Gerrel "Rellevant" King, Jordan James)                                                  | Dịch Hàn                                                                       | 60                                                                             | |
| 2                                 | 《慢慢》("Chầm chậm") (Desmond "DCope" Copeland, Gerrel "Rellevant" King, Jordan James)                                                  | Lâm Mặc                                                                        | 89                                                                             | 《光》("Ánh sáng") (Trần Lạp) |
| 3                                 | 《给我一个吻》("Cho tôi một nụ hôn") (Earl Shuman, Aiden Shuman, Marshall Brown)                                                         | Khuất Bách Vũ                                                                  | 35                                                                             | |
| 3                                 | 《给我一个吻》("Cho tôi một nụ hôn") (Earl Shuman, Aiden Shuman, Marshall Brown)                                                         | Lưu Thông                                                                      | 72                                                                             | |
| 4                                 | 《Di Da Di》(Maria Montell) | Lý Trạch Khôn                                                                  | 32                                                                             | |
| 4                                 | 《Di Da Di》(Maria Montell) | Quý Thượng Kì                                                                  | 33                                                                             | |
| 4                                 | 《Di Da Di》(Maria Montell) | Lý Gia Hào                                                                     | 64                                                                             | |
| 5                                 | 《Dawning》(zoneinmi鄭銘宗) | Trịnh Minh Hâm                                                                 | 41                                                                             | |
| 5                                 | 《Dawning》(zoneinmi鄭銘宗) | Trần Tuấn Khiết                                                                | 65                                                                             | |
| 5                                 | 《Dawning》(zoneinmi鄭銘宗) | Lý Bái Dương                                                                   | 51                                                                             | |
| 6                                 | 《酒醉的蝴蝶》("Con bướm say mèm") (Lưu Hải Đông)                                                                                        | Thiệu Minh Minh                                                                | 74                                                                             | |
| 7                                 | 《鹰》("Đại bàng") (Trương Nghệ Hưng) | Oscar                                                                          | 84                                                                             | 《I'm the one》(premise on the beat, Oscar)                                                                                             |
| 7                                 | 《鹰》("Đại bàng") (Trương Nghệ Hưng) | Lưu Nghiêm Đông Quý                                                            | 65                                                                             | |
| 7                                 | 《鹰》("Đại bàng") (Trương Nghệ Hưng) | Trương Chương                                                                  | 58                                                                             | |
| 7                                 | 《鹰》("Đại bàng") (Trương Nghệ Hưng) | Tào Tả                                                                         | 54                                                                             | 《想太多》("Suy nghĩ quá nhiều") (Jae Chong, Lý Cửu Triết) 《曹操》("Tào Tháo") (Lâm Tuấn Kiệt)                                         |
| 8                                 | 《How You Like That》(TEDDY, R.Tee, 24)                                                                                                  | Trương Gia Nguyên                                                              | 74                                                                             | 《不想长大》("Không muốn trưởng thành") (Tả An An)                                                                                      |
| 8                                 | 《How You Like That》(TEDDY, R.Tee, 24)                                                                                                  | Nhậm Dần Bồng                                                                  | 74                                                                             | 《不想长大》("Không muốn trưởng thành") (Tả An An)                                                                                      |
| 8                                 | 《How You Like That》(TEDDY, R.Tee, 24)                                                                                                  | Phó Tư Siêu                                                                    | 63                                                                             | 《不想长大》("Không muốn trưởng thành") (Tả An An)                                                                                      |
| 9                                 | 《在梅边》("Bên cây mai") (Vương Lực Hoành)                                                                                              | Châu Kha Vũ                                                                    | 87                                                                             | 《Closer (Aash Mehta Flip)》 (Ashley Frangipane, Shaun Frank, Frederic Kennett, Joseph King, Isaac Slade, Andrew Taggart)               |
| 9                                 | 《在梅边》("Bên cây mai") (Vương Lực Hoành)                                                                                              | Hà Nhất Tuấn                                                                   | 83                                                                             | |
| 9                                 | 《在梅边》("Bên cây mai") (Vương Lực Hoành)                                                                                              | Tiền Chính Vũ                                                                  | 44                                                                             | |
| 9                                 | 《在梅边》("Bên cây mai") (Vương Lực Hoành)                                                                                              | Từ Thánh Tư                                                                    | 46                                                                             | |
| 10                                | 《Swim》(Chase Atlantic) | Mika                                                                           | 86                                                                             | 《So Sick》(Mikkel Storleer Eriksen, Tor Erik Hermansen, Shaffer Smith)                                                                 |
| 10                                | 《Swim》(Chase Atlantic) | Kazuma                                                                         | 78                                                                             | 《水星记》("Pha lê ký") (Quách Đỉnh) |
| 10                                | 《Swim》(Chase Atlantic) | Caelan                                                                         | 82                                                                             | 《The Search》(Nate Feuerstein, Tommee Profitt)                                                                                         |
| 11                                | 《流星雨》("Mưa sao băng") (Ken Hirai)                                                                                                   | Amu                                                                            | 82                                                                             | 《毛二力 (莫妮卡)》("Monica") (Nobody)                                                                                                  |
| 11                                | 《流星雨》("Mưa sao băng") (Ken Hirai)                                                                                                   | Trương Đằng                                                                    | 78                                                                             | 《กีดกัน (Skyline)》 ("Thế nào") (Puntapol Prasarnrajkit, Thitiwat Rongthong)                                                             |
| 11                                | 《流星雨》("Mưa sao băng") (Ken Hirai)                                                                                                   | Ngô Vũ Hằng                                                                    | 74                                                                             | 《姗姗》("Thong dong") (Jin Wenqi) |
| 11                                | 《流星雨》("Mưa sao băng") (Ken Hirai)                                                                                                   | Yuu                                                                            | 61                                                                             | |
| 12                                | 《奇迹再现》("Kỳ tích tái hiện") (The Bezz)                                                                                              | Lý Thái Long                                                                   | 64                                                                             | |
| 12                                | 《奇迹再现》("Kỳ tích tái hiện") (The Bezz)                                                                                              | A Khắc Chu Lực                                                                 | 49                                                                             | |
| 12                                | 《奇迹再现》("Kỳ tích tái hiện") (The Bezz)                                                                                              | Cốc Liễu Lâm                                                                   | 84                                                                             | |
| 13                                | 《遇见你的时候所有星星都落在我头上》 ("Gặp bạn, sao trời đều rơi xuống đầu tôi") (Gao Shan)                                              | Trương Tinh Đặc                                                                | 88                                                                             | |
| 13                                | 《遇见你的时候所有星星都落在我头上》 ("Gặp bạn, sao trời đều rơi xuống đầu tôi") (Gao Shan)                                              | Hà Quyến Dục                                                                   | 81                                                                             | |
| 13                                | 《遇见你的时候所有星星都落在我头上》 ("Gặp bạn, sao trời đều rơi xuống đầu tôi") (Gao Shan)                                              | Hoàng Côn                                                                      | 77                                                                             | |
| 14                                | 《My Boo》(WES) | Lý Chính Đình                                                                  | 54                                                                             | |
| 14                                | 《My Boo》(WES) | Lý Gia Tường                                                                   | 93                                                                             | 《Powder》(Sam Gellaitry) |
| 14                                | 《My Boo》(WES) | Lâm Dục Tu                                                                     | 52                                                                             | |
| 15                                | 《不同凡响》("Đều rất xuất sắc") (Chu Kinh Nhiên)                                                                                        | Tưởng Đôn Hào                                                                  | 54                                                                             | |
| 15                                | 《不同凡响》("Đều rất xuất sắc") (Chu Kinh Nhiên)                                                                                        | Vu Dương                                                                       | 90                                                                             | Hát: ("Chàng thiếu niên") (Vu Dương) |
| 15                                | 《不同凡响》("Đều rất xuất sắc") (Chu Kinh Nhiên)                                                                                        | Lưu Chương                                                                     | 83                                                                             | 《道歉信》("Thư xin lỗi") (Lưu Chương)                                                                                                  |
| 16                                | 《A Caminhada》 (Bispo Pablo Luiz, Guimaraes Ruan Claudio Rebello, Napoleao Daniel Garcia Felicione, Santos Sergio Ricardo Oliveira Dos) | Santa                                                                          | 94                                                                             | Nhảy:《自己愛, 自画自賛, 自意識過剩》("Quá yêu bản thân") (MIYAVI)                                                                      |
| 16                                | 《A Caminhada》 (Bispo Pablo Luiz, Guimaraes Ruan Claudio Rebello, Napoleao Daniel Garcia Felicione, Santos Sergio Ricardo Oliveira Dos) | Rikimaru                                                                       | 93                                                                             | Nhảy:《China》(Dirty Class) |
| Tập 1.2 (20 tháng 2 năm 2021)     | |                                                                                |                                                                                | |
| 17                                | 《无电竞 不兄弟+你打不过我吧》 ("Không eSport không phải anh em, cậu không đánh được tôi đúng không?") (Jin$ee @音为乐趣)                | Nặc Ngôn                                                                       | 62                                                                             | Hát:《最美的太阳》("Mặt trời đẹp nhất") (Lưu Tế Ninh)                                                                                   |
| 17                                | 《无电竞 不兄弟+你打不过我吧》 ("Không eSport không phải anh em, cậu không đánh được tôi đúng không?") (Jin$ee @音为乐趣)                | Tăng Hàm Giang                                                                 | 84                                                                             | Rap đối đầu:《上课》("Lên lớp") (Tăng Hàm Giang)                                                                                        |
| 17                                | 《无电竞 不兄弟+你打不过我吧》 ("Không eSport không phải anh em, cậu không đánh được tôi đúng không?") (Jin$ee @音为乐趣)                | Phạm Trăn Nhĩ                                                                  | 67                                                                             | |
| 17                                | 《无电竞 不兄弟+你打不过我吧》 ("Không eSport không phải anh em, cậu không đánh được tôi đúng không?") (Jin$ee @音为乐趣)                | Tiêu Lực Hoàn                                                                  | 72                                                                             | Nhảy:《卡路里》("Calorie") (Akiyama Sayuri)                                                                                             |
| 17                                | 《无电竞 不兄弟+你打不过我吧》 ("Không eSport không phải anh em, cậu không đánh được tôi đúng không?") (Jin$ee @音为乐趣)                | Lại Diệu Tường                                                                 | 49                                                                             | |
| 18                                | 《Lazarus》 (Hát gốc: Trip Lee, Thi'sl, Travis Tyler, Gabriel Azucena, William Barefield III)                                            | Lăng Tiêu                                                                      | 71                                                                             | Nhảy:《Young Luvin'》(traila $ong, Young Woo Rho)                                                                                       |
| 18                                | 《Lazarus》 (Hát gốc: Trip Lee, Thi'sl, Travis Tyler, Gabriel Azucena, William Barefield III)                                            | La Ngôn                                                                        | 87                                                                             | Hát:《不屑·NEVERMIND》("Chẳng thèm ngó ngàng") (Bang Chan (3RACHA), Changbin (3RACHA), Han (3RACHA), VERSACHO)                          |
| 18                                | 《Lazarus》 (Hát gốc: Trip Lee, Thi'sl, Travis Tyler, Gabriel Azucena, William Barefield III)                                            | Ngô Hải                                                                        | 83                                                                             | Nhảy:《邋遢大王》("Chúa lôi thôi") (Zheng Fang)                                                                                         |
| 18                                | 《Lazarus》 (Hát gốc: Trip Lee, Thi'sl, Travis Tyler, Gabriel Azucena, William Barefield III)                                            | Vương Trạch Hạo                                                                | 81                                                                             | Nhảy:《Tonight (Best You Ever Had)》 (Allen Arthur, Christopher Bridges, Keith Justice, John Stephens, Miguel Pimentel, Clayton Reilly) |
| 18                                | 《Lazarus》 (Hát gốc: Trip Lee, Thi'sl, Travis Tyler, Gabriel Azucena, William Barefield III)                                            | Từ Thiệu Lam                                                                   | 83                                                                             | Nhảy:《Day In Taiga》(Anti-General, Yider)                                                                                              |
| 19                                | 《不怕不怕》("Không sợ không sợ") (Dan Balan)                                                                                            | Cam Vọng Tinh                                                                  | 69                                                                             | 《爱的初体验》("Trải nghiệm tình yêu đầu") (Trương Chấn Nhạc)                                                                           |
| 19                                | 《不怕不怕》("Không sợ không sợ") (Dan Balan)                                                                                            | Hồ Diệp Thao                                                                   | 92                                                                             | Nhảy:《Respond + 婴花 ("Hoa anh đào") (N2V Remix)》 (N2V, Cyan Lpegd, 2088Official)                                                     |
| 19                                | 《不怕不怕》("Không sợ không sợ") (Dan Balan)                                                                                            | Trương Hân Nghiêu                                                              | 76                                                                             | |
| 19                                | 《不怕不怕》("Không sợ không sợ") (Dan Balan)                                                                                            | Tỉnh Lung                                                                      | 87                                                                             | 《舌了你》("Đánh mất em") (Yến Tiểu Nam)                                                                                                |
| 20                                | 《RISE 登峰造极境》("RISE Bước tới đỉnh cao") (The Glitch Mob, Mako, The Word Alive)                                                     | Bá Viễn                                                                        | 93                                                                             | Hát:《Blizzard》(Nao'ymt) |
| 20                                | 《RISE 登峰造极境》("RISE Bước tới đỉnh cao") (The Glitch Mob, Mako, The Word Alive)                                                     | Đại Thiếu Đông                                                                 | 89                                                                             | |
| 20                                | 《RISE 登峰造极境》("RISE Bước tới đỉnh cao") (The Glitch Mob, Mako, The Word Alive)                                                     | Hà Ngật Phồn                                                                   | 74                                                                             | |
| 20                                | 《RISE 登峰造极境》("RISE Bước tới đỉnh cao") (The Glitch Mob, Mako, The Word Alive)                                                     | Du Canh Dần                                                                    | 92                                                                             | Hát:《永不失联的爱》("Tình yêu vĩnh viễn không mất đi") (Châu Hưng Triết)                                                               |
| 21                                | 《Jackpot》(Dani Desh) | Lelush                                                                         | 40                                                                             | |
| 22                                | 《Turn Up》(Lý Lạc Nhĩ) | Lý Lạc Nhĩ                                                                     | 81                                                                             | |
| 23                                | 《Loving Strangers》(Jocelyn Frances Pook)                                                                                               | Trần Thụy Phong                                                                | 75                                                                             | Hát:《九妹 (改编版)》("Cửu muội" (bản cải biên)) (Vương Vân Hào)                                                                        |
| 24                                | 《Me and My Broken Heart》 (Jorn Dahl, Laila Samuelsen)                                                                                  | Patrick                                                                        | 82                                                                             | Thơ:《登鹳雀楼》("Lên lầu quán trước") (Vương Chí Hoán)                                                                                 |
| 24                                | 《Me and My Broken Heart》 (Jorn Dahl, Laila Samuelsen)                                                                                  | Nine                                                                           | 83                                                                             | Hát:《可乐》("Có thể hạnh phúc") (Triệu Tử Hoa)                                                                                         |
| 25                                | 《天下》("Thiên hạ") (Lưu Tế Ninh) | Lưu Vũ                                                                         | 90                                                                             | Múa:《大鱼》("Đại ngư") (Tiền Lỗi) |
| 25                                | 《天下》("Thiên hạ") (Lưu Tế Ninh) | Vương Hiếu Thần                                                                | 57                                                                             | Múa:《大鱼》("Đại ngư") (Tiền Lỗi) |
| 25                                | 《天下》("Thiên hạ") (Lưu Tế Ninh) | Vinh Diệu                                                                      | 77                                                                             | |
| 25                                | 《天下》("Thiên hạ") (Lưu Tế Ninh) | Tiết Bát Nhất                                                                  | 72                                                                             | Múa truyền thống đối đầu |
| 25                                | 《天下》("Thiên hạ") (Lưu Tế Ninh) | Vi Ngữ Tiết                                                                    | 57                                                                             | |
| Tập 2 (27 tháng 2 năm 2021)       | |                                                                                |                                                                                | |
| 26                                | 《HACK》(Shinpei Nasuno) | Ichika                                                                         | 85                                                                             | Hát:《Mercy》(Duffy, Steve Booker) |
| 26                                | 《HACK》(Shinpei Nasuno) | Eisho                                                                          | 79                                                                             | Rap:《东北吃货进行曲》("Bài ca ăn vặt ở Đông Bắc") (Thạch Chiến Khải)                                                                   |
| 26                                | 《HACK》(Shinpei Nasuno) | Lailai                                                                         | 58                                                                             | |
| 26                                | 《HACK》(Shinpei Nasuno) | Ryo                                                                            | 83                                                                             | Nhảy:《We Don't Talk Anymore》 (Charlie Puth, Selena Gomez, Jacob Kasher Hindlin)                                                       |
| 26                                | 《HACK》(Shinpei Nasuno) | Yuya                                                                           | 69                                                                             | |
| 27                                | 《咖啡》("Cà phê") (Santell, GoldChild@FJS, Ngô Diệc Phàm)                                                                               | Shingo                                                                         | 85                                                                             | |
| 28                                | 《HIP (Japanese ver.)》 (Kim Do Hoon (RBW), Park Woo Sang (RBW), Hwa Sa)                                                                 | Jumpei                                                                         | 54                                                                             | |
| 28                                | 《HIP (Japanese ver.)》 (Kim Do Hoon (RBW), Park Woo Sang (RBW), Hwa Sa)                                                                 | Hiroto                                                                         | 89                                                                             | Nhảy:《Call Call Call!》(Woozi, Bumzu, Park Kitae)                                                                                      |
| 28                                | 《HIP (Japanese ver.)》 (Kim Do Hoon (RBW), Park Woo Sang (RBW), Hwa Sa)                                                                 | Keiya                                                                          | 58                                                                             | |
| 29                                | 《少年之时》("Thời niên thiếu") (He Junxiong)                                                                                            | Lindow                                                                         | 51                                                                             | |
| 29                                | 《少年之时》("Thời niên thiếu") (He Junxiong)                                                                                            | Andy                                                                           | 88                                                                             | |
| 29                                | 《少年之时》("Thời niên thiếu") (He Junxiong)                                                                                            | Luke                                                                           | 66                                                                             | |
| 29                                | 《少年之时》("Thời niên thiếu") (He Junxiong)                                                                                            | David                                                                          | 68                                                                             | |
| 30                                | 《走钢索的人》("Người đi trên dây thép") (Lý Quân)                                                                                       | Hàn Bội Tuyền                                                                  | 92                                                                             | |

#### Vòng đối đầu
Ngay sau khi công bố tất cả 11 học viên của lớp A, Đặng Siêu thông báo rằng sẽ có một vòng đối đầu giữa các học viên do năm cố vấn đề xuất và học viên lớp A do các học viên được ban cố vấn đề xuất lựa chọn. Người chiến thắng được quyết định thông qua sự bình chọn của các học viên (trừ các học viên tham gia đối kháng và ban cố vấn). Nếu các học viên được cố vấn lựa chọn thất bại trong phần đối đầu, họ sẽ bị giáng trực tiếp xuống lớp F, ngược lại họ được chuyển sang lớp A và đối thủ của họ bị chuyển xuống lớp B.
| Cố vấn        | Học viên được chọn | Lớp ban đầu | Lớp cuối cùng | Học viên Lớp A | Lớp ban đầu | Lớp cuối cùng |
| ------------- | ------------------ | ----------- | ------------- | -------------- | ----------- | ------------- |
| Châu Chấn Nam | Oscar              | B           | A             | Đại Thiếu Đông | A           | B             |
| Amber         | Lưu Chương         | B           | F             | Vu Dương       | A           | A             |
| Châu Thâm     | Châu Kha Vũ        | B           | F             | Du Canh Dần    | A           | A             |
| Đặng Siêu     | Patrick            | B           | F             | Lý Gia Tường   | A           | A             |
| Ninh Tịnh     | Mika               | B           | F             | Bá Viễn        | A           | A             |

| Kết quả xếp lớp ban đầu | Kết quả xếp lớp ban đầu | Kết quả xếp lớp ban đầu | Kết quả xếp lớp ban đầu |
| A | B | C | F |
| --- | --- | --- | --- |
| 1. Santa 2. Bá Viễn 3. Lý Gia Tường 4. Rikimaru 5. Hàn Bội Tuyền 6. Hồ Diệp Thao 7. Du Canh Dần 8. Lưu Vũ 9. Vu Dương 10. Lâm Mặc 11. Oscar | 1. Đại Thiếu Đông 2. Hiroto 3. Andy 4. Trương Tinh Đặc 5. Tỉnh Lung 6. La Ngôn 7. Shingo 8. Ichika 9. Cốc Liễu Lâm 10. Tăng Hàm Giang 11. Nine 12. Ngô Hải 13. Từ Thiệu Lam 14. Từ Thánh Tư 15. Ryo 16. Caelan 17. Amu 18. Hà Quyến Dục 19. Lý Lạc Nhĩ 20. Vương Trạch Hạo | 1. Ngụy Tử Việt 2. Eisho 3. Kazuma 4. Trương Đằng 5. Hoàng Côn 6. Vinh Diệu 7. Trương Hân Nghiêu 8. Trần Thụy Phong 9. Hà Ngật Phồn 10. Nhậm Dận Bồng 11. Thiệu Minh Minh 12. Ngô Vũ Hằng 13. Trương Gia Nguyên 14. Lưu Thông 15. Tiết Bát Nhất 16. Tiêu Lực Hoàn 17. Lăng Tiêu 18. Yuya 19. Cam Vọng Tinh 20. David 21. Phạm Trăn Nhĩ 22. Luke 23. Trần Tuấn Khiết 24. Lưu Nghiêm Đông Quý 25. Lý Gia Hào 26. Lý Thái Long 27. Phó Tư Siêu 28. Nặc Ngôn 29. Yuu 30. Dịch Hàm | 1. Châu Kha Vũ 2. Mika 3. Lưu Chương 4. Patrick 5. Keiya 6. Diệp Hạo Nhiên 7. Ichinose 8. Trương Chương 9. Vương Hiếu Thần 10. Vi Ngữ Tiết 11. Tào Tả 12. Tưởng Đôn Hào 13. Lý Chính Đình 14. Jumpei 15. Lâm Dục Tu 16. Lindow 17. Lý Bái Dương 18. A Khắc Chu Lực 19. Lại Diệu Tường 20. Hà Ý Tuấn 21. Lục Định Hạo 22. Tiền Chính Vũ 23. Trịnh Minh Hâm 24. Lelush 25. Khuất Bách Vũ 26. Quý Thượng Kì 27. Lý Trạch Khôn 28. Lưu Đường Huy 29. Tạ Hưng Dương |

### Vòng công diễn 1
Trước vòng công diễn đầu tiên, vòng chọn đội đã được tổ chức ở cuối tập 2. Các thí sinh được chia thành 14 nhóm, tên của nhóm tương ứng với tên bài hát mà nhóm đó trình diễn. Các bài hát của nhóm bảy người có "Hoa sen (LIT)", "Là quái vật", "Yummy", "Siêu cấp quán quân", "Butter-Fly", "Túy quyền" và nhóm sáu người có "Lover Boy 88", "Người yêu neon", "ME!", "Con gái", "Anh thích thích em", "Phá kén", "Sẵn sàng yêu em, sẵn sàng yêu anh", "Radio".
Dựa trên kết quả từ vòng đánh giá ban đầu, các thí sinh lần lượt chọn bài hát theo xếp hạng từ cao đến thấp. Việc lựa chọn vị trí trung tâm của các nhóm được quyết định như sau:
- Nếu chỉ có một học viên lớp A trong nhóm, học viên đó tự động trở thành vị trí trung tâm của nhóm đó.
- Nếu có nhiều hơn một học viên lớp A trong một nhóm, vị trí trung tâm sẽ do các thành viên còn lại trong nhóm quyết định thông qua biểu quyết.
- Nếu không có học viên lớp A nào trong nhóm, vị trí trung tâm sẽ do tất cả các thành viên trong nhóm đó quyết định thông qua bỏ phiếu.

Vòng công diễn này cũng là vòng đánh giá để xác định phân lớp mới của các thực tập sinh. Thành viên của đội có tổng lượt bình chọn cao nhất trong vòng công diễn 1 sẽ tự động trở thành các học viên mới thuộc lớp A. Việc phân chia các cặp đấu được tiến hành theo thể thức bốc chọn ngẫu nhiên: các nhóm chọn một trong mười bốn chiếc hộp bí mật, trong đó có chứa những dải dây với màu sắc khác nhau. Hai nhóm bốc được dải dây cùng màu sẽ đối đầu với nhau, tổng cộng có bảy cặp đấu.
Đối với đêm công diễn 1, cố vấn Châu Thâm vắng mặt vì lý do cá nhân, trong khi Kōki xuất hiện với tư cách khách mời tiếp sức đặc biệt để ủng hộ cho các thí sinh. Sau khi kết thúc các phần trình diễn của các nhóm trong mỗi cặp đấu, khán giả bình chọn cho những thực tập sinh mà họ yêu thích (các khán giả có thể bình chọn cho nhiều thí sinh cùng lúc, nhưng mỗi thí sinh chỉ được nhận tối đa 1 phiếu); người nhận được nhiều phiếu bầu nhất sẽ là MVP của nhóm. Nhóm có tổng số lượt bình chọn trung bình cao hơn sẽ giành chiến thắng trong cặp đấu đó.
Nhóm "LIT" gồm Rikimaru, Lưu Vũ, Nhậm Dận Bồng, Dịch Hàm, Lý Lạc Nhĩ, La Ngôn và Từ Thiệu Lam là nhóm được bình chọn nhiều nhất trong số bảy nhóm chiến thắng phần đối đầu thông qua sự bình chọn của khán giả vào cuối đêm diễn và trở thành thành viên mới của lớp A. Bốn thực tập sinh khác có số phiếu bình chọn cá nhân nhiều nhất trong số các đội chiến thắng cũng được xếp vào lớp A, đó là Ngụy Tử Việt, Hiroto, Hồ Diệp Thao và Ngô Vũ Hằng. Ngoài ra, nhóm được nhiều phiếu bình chọn nhất trong vòng công diễn 1 nhận được hai hạt đậu Chuang cho mỗi thành viên, hai nhóm xếp thứ hai và ba mỗi nhóm nhận một hạt đậu.
| Tập 3.1 & 3.2 – Vòng công diễn thứ nhất (3 & 6 tháng 3 năm 2021) | Tập 3.1 & 3.2 – Vòng công diễn thứ nhất (3 & 6 tháng 3 năm 2021)          | Tập 3.1 & 3.2 – Vòng công diễn thứ nhất (3 & 6 tháng 3 năm 2021) | Tập 3.1 & 3.2 – Vòng công diễn thứ nhất (3 & 6 tháng 3 năm 2021) | Tập 3.1 & 3.2 – Vòng công diễn thứ nhất (3 & 6 tháng 3 năm 2021) | Tập 3.1 & 3.2 – Vòng công diễn thứ nhất (3 & 6 tháng 3 năm 2021) | Tập 3.1 & 3.2 – Vòng công diễn thứ nhất (3 & 6 tháng 3 năm 2021) |
| Các cặp đấu                                                      | Các cặp đấu                                                               | Các cặp đấu                                                      | Các cặp đấu                                                      | Các cặp đấu                                                      | Các cặp đấu                                                      | Các cặp đấu                                                      |
| #                                                                | Bài hát thể hiện (Tác giả)                                                | Ca sĩ gốc                                                        | Thành viên                                                       | Điểm cá nhân                                                     | Điểm trung bình                                                  | Xếp lớp lần 2                                                    |
| ---------------------------------------------------------------- | ------------------------------------------------------------------------- | ---------------------------------------------------------------- | ---------------------------------------------------------------- | ---------------------------------------------------------------- | ---------------------------------------------------------------- | ---------------------------------------------------------------- |
| 1                                                                | 《作为怪物》("Là quái vật") (Ngô Thanh Phong)                             | Chris Lee & Ngô Thanh Phong                                      | Hồ Diệp Thao (C)                                                 | 114                                                              | 78,9                                                             | A                                                                |
| 1                                                                | 《作为怪物》("Là quái vật") (Ngô Thanh Phong)                             | Chris Lee & Ngô Thanh Phong                                      | Lục Định Hạo                                                     | 113                                                              | 78,9                                                             | B                                                                |
| 1                                                                | 《作为怪物》("Là quái vật") (Ngô Thanh Phong)                             | Chris Lee & Ngô Thanh Phong                                      | Lý Bái Dương                                                     | 88                                                               | 78,9                                                             | B                                                                |
| 1                                                                | 《作为怪物》("Là quái vật") (Ngô Thanh Phong)                             | Chris Lee & Ngô Thanh Phong                                      | Tiết Bát Nhất                                                    | 77                                                               | 78,9                                                             | B                                                                |
| 1                                                                | 《作为怪物》("Là quái vật") (Ngô Thanh Phong)                             | Chris Lee & Ngô Thanh Phong                                      | Keiya                                                            | 67                                                               | 78,9                                                             | B                                                                |
| 1                                                                | 《作为怪物》("Là quái vật") (Ngô Thanh Phong)                             | Chris Lee & Ngô Thanh Phong                                      | Lưu Chương                                                       | 62                                                               | 78,9                                                             | B                                                                |
| 1                                                                | 《作为怪物》("Là quái vật") (Ngô Thanh Phong)                             | Chris Lee & Ngô Thanh Phong                                      | Tào Tả                                                           | 31                                                               | 78,9                                                             | B                                                                |
| 1                                                                | 《破茧》("Phá kén") (Wen Yingqiu)                                         | Angela Zhang                                                     | Vu Dương                                                         | 103                                                              | 71                                                               | C                                                                |
| 1                                                                | 《破茧》("Phá kén") (Wen Yingqiu)                                         | Angela Zhang                                                     | Cam Vọng Tinh                                                    | 84                                                               | 71                                                               | C                                                                |
| 1                                                                | 《破茧》("Phá kén") (Wen Yingqiu)                                         | Angela Zhang                                                     | Tỉnh Lung                                                        | 75                                                               | 71                                                               | C                                                                |
| 1                                                                | 《破茧》("Phá kén") (Wen Yingqiu)                                         | Angela Zhang                                                     | Kazuma                                                           | 75                                                               | 71                                                               | C                                                                |
| 1                                                                | 《破茧》("Phá kén") (Wen Yingqiu)                                         | Angela Zhang                                                     | Yuya                                                             | 50                                                               | 71                                                               | C                                                                |
| 1                                                                | 《破茧》("Phá kén") (Wen Yingqiu)                                         | Angela Zhang                                                     | Nặc Ngôn                                                         | 39                                                               | 71                                                               | C                                                                |
| 2                                                                | 《超级冠军》("Siêu cấp quán quân") (Squareloud, Matthew Tishler)          | Lộc Hàm                                                          | Hà Ngật Phồn (C)                                                 | 82                                                               | 59                                                               | F                                                                |
| 2                                                                | 《超级冠军》("Siêu cấp quán quân") (Squareloud, Matthew Tishler)          | Lộc Hàm                                                          | Lý Chính Đình                                                    | 73                                                               | 59                                                               | F                                                                |
| 2                                                                | 《超级冠军》("Siêu cấp quán quân") (Squareloud, Matthew Tishler)          | Lộc Hàm                                                          | Lưu Thông                                                        | 69                                                               | 59                                                               | F                                                                |
| 2                                                                | 《超级冠军》("Siêu cấp quán quân") (Squareloud, Matthew Tishler)          | Lộc Hàm                                                          | Lưu Nghiêm Đông Quý                                              | 68                                                               | 59                                                               | F                                                                |
| 2                                                                | 《超级冠军》("Siêu cấp quán quân") (Squareloud, Matthew Tishler)          | Lộc Hàm                                                          | Ichinose                                                         | 48                                                               | 59                                                               | F                                                                |
| 2                                                                | 《超级冠军》("Siêu cấp quán quân") (Squareloud, Matthew Tishler)          | Lộc Hàm                                                          | Lý Thái Long                                                     | 41                                                               | 59                                                               | F                                                                |
| 2                                                                | 《超级冠军》("Siêu cấp quán quân") (Squareloud, Matthew Tishler)          | Lộc Hàm                                                          | Lý Gia Hào                                                       | 32                                                               | 59                                                               | F                                                                |
| 2                                                                | 《莲》("Hoa sen (LIT)") ()                                                | Trương Nghệ Hưng                                                 | Dịch Hàm                                                         | 94                                                               | 75,6                                                             | A                                                                |
| 2                                                                | 《莲》("Hoa sen (LIT)") ()                                                | Trương Nghệ Hưng                                                 | Nhậm Dận Bồng                                                    | 94                                                               | 75,6                                                             | A                                                                |
| 2                                                                | 《莲》("Hoa sen (LIT)") ()                                                | Trương Nghệ Hưng                                                 | Rikimaru (C)                                                     | 88                                                               | 75,6                                                             | A                                                                |
| 2                                                                | 《莲》("Hoa sen (LIT)") ()                                                | Trương Nghệ Hưng                                                 | La Ngôn                                                          | 91                                                               | 75,6                                                             | A                                                                |
| 2                                                                | 《莲》("Hoa sen (LIT)") ()                                                | Trương Nghệ Hưng                                                 | Lưu Vũ                                                           | 87                                                               | 75,6                                                             | A                                                                |
| 2                                                                | 《莲》("Hoa sen (LIT)") ()                                                | Trương Nghệ Hưng                                                 | Lý Lạc Nhĩ                                                       | 43                                                               | 75,6                                                             | A                                                                |
| 2                                                                | 《莲》("Hoa sen (LIT)") ()                                                | Trương Nghệ Hưng                                                 | Từ Thiệu Lam                                                     | 32                                                               | 75,6                                                             | A                                                                |
| 3                                                                | 《Butter-Fly》(Digimon Adventure OST)                                     | Kōji Wada                                                        | Phó Tư Siêu                                                      | 106                                                              | 71                                                               | B                                                                |
| 3                                                                | 《Butter-Fly》(Digimon Adventure OST)                                     | Kōji Wada                                                        | Bá Viễn (C)                                                      | 102                                                              | 71                                                               | B                                                                |
| 3                                                                | 《Butter-Fly》(Digimon Adventure OST)                                     | Kōji Wada                                                        | David                                                            | 71                                                               | 71                                                               | B                                                                |
| 3                                                                | 《Butter-Fly》(Digimon Adventure OST)                                     | Kōji Wada                                                        | Shingo                                                           | 60                                                               | 71                                                               | B                                                                |
| 3                                                                | 《Butter-Fly》(Digimon Adventure OST)                                     | Kōji Wada                                                        | Yuu                                                              | 57                                                               | 71                                                               | B                                                                |
| 3                                                                | 《Butter-Fly》(Digimon Adventure OST)                                     | Kōji Wada                                                        | Trương Chương                                                    | 57                                                               | 71                                                               | B                                                                |
| 3                                                                | 《Butter-Fly》(Digimon Adventure OST)                                     | Kōji Wada                                                        | Vi Ngữ Tiết                                                      | 44                                                               | 71                                                               | B                                                                |
| 3                                                                | 《我欢喜喜欢你》("Anh thích thích em") (Tiêu Mai Kỳ)                      | Tiêu Mai Kỳ (焦邁奇)                                             | Đại Thiếu Đông (C)                                               | 84                                                               | 65                                                               | F                                                                |
| 3                                                                | 《我欢喜喜欢你》("Anh thích thích em") (Tiêu Mai Kỳ)                      | Tiêu Mai Kỳ (焦邁奇)                                             | Hoàng Côn                                                        | 81                                                               | 65                                                               | F                                                                |
| 3                                                                | 《我欢喜喜欢你》("Anh thích thích em") (Tiêu Mai Kỳ)                      | Tiêu Mai Kỳ (焦邁奇)                                             | Vinh Diệu                                                        | 70                                                               | 65                                                               | F                                                                |
| 3                                                                | 《我欢喜喜欢你》("Anh thích thích em") (Tiêu Mai Kỳ)                      | Tiêu Mai Kỳ (焦邁奇)                                             | Tưởng Đôn Hào                                                    | 65                                                               | 65                                                               | F                                                                |
| 3                                                                | 《我欢喜喜欢你》("Anh thích thích em") (Tiêu Mai Kỳ)                      | Tiêu Mai Kỳ (焦邁奇)                                             | Lại Diệu Tường                                                   | 50                                                               | 65                                                               | F                                                                |
| 3                                                                | 《我欢喜喜欢你》("Anh thích thích em") (Tiêu Mai Kỳ)                      | Tiêu Mai Kỳ (焦邁奇)                                             | Andy                                                             | 40                                                               | 65                                                               | F                                                                |
| 4                                                                | 《女孩》("Con gái") (Vi Lễ An)                                            | Vi Lễ An (韋禮安)                                                | Ngô Vũ Hằng                                                      | 108                                                              | 73,8                                                             | A                                                                |
| 4                                                                | 《女孩》("Con gái") (Vi Lễ An)                                            | Vi Lễ An (韋禮安)                                                | Du Canh Dần (C)                                                  | 93                                                               | 73,8                                                             | B                                                                |
| 4                                                                | 《女孩》("Con gái") (Vi Lễ An)                                            | Vi Lễ An (韋禮安)                                                | Trương Hân Nghiêu                                                | 86                                                               | 73,8                                                             | B                                                                |
| 4                                                                | 《女孩》("Con gái") (Vi Lễ An)                                            | Vi Lễ An (韋禮安)                                                | Ryo                                                              | 61                                                               | 73,8                                                             | B                                                                |
| 4                                                                | 《女孩》("Con gái") (Vi Lễ An)                                            | Vi Lễ An (韋禮安)                                                | Tiêu Lực Hoàn                                                    | 55                                                               | 73,8                                                             | B                                                                |
| 4                                                                | 《女孩》("Con gái") (Vi Lễ An)                                            | Vi Lễ An (韋禮安)                                                | Ngô Hải                                                          | 40                                                               | 73,8                                                             | B                                                                |
| 4                                                                | 《Yummy》                                                                 | Justin Bieber                                                    | Santa (C)                                                        | 98                                                               | 65,3                                                             | C                                                                |
| 4                                                                | 《Yummy》                                                                 | Justin Bieber                                                    | Nine                                                             | 85                                                               | 65,3                                                             | C                                                                |
| 4                                                                | 《Yummy》                                                                 | Justin Bieber                                                    | Trần Thụy Phong                                                  | 82                                                               | 65,3                                                             | C                                                                |
| 4                                                                | 《Yummy》                                                                 | Justin Bieber                                                    | Phạm Trăn Nhĩ                                                    | 60                                                               | 65,3                                                             | C                                                                |
| 4                                                                | 《Yummy》                                                                 | Justin Bieber                                                    | Lý Gia Tường                                                     | 59                                                               | 65,3                                                             | C                                                                |
| 4                                                                | 《Yummy》                                                                 | Justin Bieber                                                    | Hà Quyến Dục                                                     | 47                                                               | 65,3                                                             | C                                                                |
| 4                                                                | 《Yummy》                                                                 | Justin Bieber                                                    | Vương Trạch Hạo                                                  | 26                                                               | 65,3                                                             | C                                                                |
| 5                                                                | 《ME!》                                                                   | Taylor Swift ft. Brendon Urie                                    | Khuất Bách Vũ                                                    | 75                                                               | 58,6                                                             | F                                                                |
| 5                                                                | 《ME!》                                                                   | Taylor Swift ft. Brendon Urie                                    | Thiệu Minh Minh                                                  | 65                                                               | 58,6                                                             | F                                                                |
| 5                                                                | 《ME!》                                                                   | Taylor Swift ft. Brendon Urie                                    | Luke                                                             | 62                                                               | 58,6                                                             | F                                                                |
| 5                                                                | 《ME!》                                                                   | Taylor Swift ft. Brendon Urie                                    | Quý Thượng Kì                                                    | 59                                                               | 58,6                                                             | F                                                                |
| 5                                                                | 《ME!》                                                                   | Taylor Swift ft. Brendon Urie                                    | Lindow                                                           | 51                                                               | 58,6                                                             | F                                                                |
| 5                                                                | 《ME!》                                                                   | Taylor Swift ft. Brendon Urie                                    | Hàn Bội Tuyền (C)                                                | 40                                                               | 58,6                                                             | F                                                                |
| 5                                                                | 《醉拳》("Túy quyền") ()                                                  | Jackie Chan                                                      | Ngụy Tử Việt                                                     | 118                                                              | 77,3                                                             | A                                                                |
| 5                                                                | 《醉拳》("Túy quyền") ()                                                  | Jackie Chan                                                      | Mika (C)                                                         | 93                                                               | 77,3                                                             | B                                                                |
| 5                                                                | 《醉拳》("Túy quyền") ()                                                  | Jackie Chan                                                      | Tiền Chính Vũ                                                    | 84                                                               | 77,3                                                             | B                                                                |
| 5                                                                | 《醉拳》("Túy quyền") ()                                                  | Jackie Chan                                                      | Lâm Dục Tu                                                       | 73                                                               | 77,3                                                             | B                                                                |
| 5                                                                | 《醉拳》("Túy quyền") ()                                                  | Jackie Chan                                                      | A Khắc Chu Lực                                                   | 65                                                               | 77,3                                                             | B                                                                |
| 5                                                                | 《醉拳》("Túy quyền") ()                                                  | Jackie Chan                                                      | Hà Ý Tuấn                                                        | 62                                                               | 77,3                                                             | B                                                                |
| 5                                                                | 《醉拳》("Túy quyền") ()                                                  | Jackie Chan                                                      | Tăng Hàm Giang                                                   | 46                                                               | 77,3                                                             | B                                                                |
| 6                                                                | 《Lover Boy 88》                                                          | Phum Viphurit & Higher Brothers                                  | Hiroto                                                           | 117                                                              | 96,3                                                             | A                                                                |
| 6                                                                | 《Lover Boy 88》                                                          | Phum Viphurit & Higher Brothers                                  | Trương Gia Nguyên                                                | 110                                                              | 96,3                                                             | B                                                                |
| 6                                                                | 《Lover Boy 88》                                                          | Phum Viphurit & Higher Brothers                                  | Lâm Mặc (C)                                                      | 109                                                              | 96,3                                                             | B                                                                |
| 6                                                                | 《Lover Boy 88》                                                          | Phum Viphurit & Higher Brothers                                  | Trương Tinh Đặc                                                  | 88                                                               | 96,3                                                             | B                                                                |
| 6                                                                | 《Lover Boy 88》                                                          | Phum Viphurit & Higher Brothers                                  | Trương Đằng                                                      | 82                                                               | 96,3                                                             | B                                                                |
| 6                                                                | 《Lover Boy 88》                                                          | Phum Viphurit & Higher Brothers                                  | Trần Tuấn Khiết                                                  | 72                                                               | 96,3                                                             | B                                                                |
| 6                                                                | 《Radio》                                                                 | Henry Lau                                                        | Châu Kha Vũ                                                      | 122                                                              | 80,8                                                             | C                                                                |
| 6                                                                | 《Radio》                                                                 | Henry Lau                                                        | Oscar (C)                                                        | 115                                                              | 80,8                                                             | C                                                                |
| 6                                                                | 《Radio》                                                                 | Henry Lau                                                        | Patrick                                                          | 79                                                               | 80,8                                                             | C                                                                |
| 6                                                                | 《Radio》                                                                 | Henry Lau                                                        | Caelan                                                           | 67                                                               | 80,8                                                             | C                                                                |
| 6                                                                | 《Radio》                                                                 | Henry Lau                                                        | Lăng Tiêu                                                        | 63                                                               | 80,8                                                             | C                                                                |
| 6                                                                | 《Radio》                                                                 | Henry Lau                                                        | Cốc Liễu Lâm                                                     | 39                                                               | 80,8                                                             | C                                                                |
| 7                                                                | 《霓虹甜心》("Người yêu neon") (Hạ Anh, Trác Trác)                        | Mosaic                                                           | Eisho                                                            | 89                                                               | 61,7                                                             | F                                                                |
| 7                                                                | 《霓虹甜心》("Người yêu neon") (Hạ Anh, Trác Trác)                        | Mosaic                                                           | Diệp Hạo Nhiên                                                   | 84                                                               | 61,7                                                             | F                                                                |
| 7                                                                | 《霓虹甜心》("Người yêu neon") (Hạ Anh, Trác Trác)                        | Mosaic                                                           | Ichika (C)                                                       | 68                                                               | 61,7                                                             | F                                                                |
| 7                                                                | 《霓虹甜心》("Người yêu neon") (Hạ Anh, Trác Trác)                        | Mosaic                                                           | Từ Thánh Tư                                                      | 57                                                               | 61,7                                                             | F                                                                |
| 7                                                                | 《霓虹甜心》("Người yêu neon") (Hạ Anh, Trác Trác)                        | Mosaic                                                           | Amu                                                              | 43                                                               | 61,7                                                             | F                                                                |
| 7                                                                | 《霓虹甜心》("Người yêu neon") (Hạ Anh, Trác Trác)                        | Mosaic                                                           | Jumpei                                                           | 29                                                               | 61,7                                                             | F                                                                |
| 7                                                                | 《爱 You Ready, 爱我Ready》("Sẵn sàng yêu em, sẵn sàng yêu anh") (Ge Fei) | Kong Yang (Fox Spirit Matchmaker OP1)                            | Vương Hiếu Thần (C)                                              | 107                                                              | 65,2                                                             | B                                                                |
| 7                                                                | 《爱 You Ready, 爱我Ready》("Sẵn sàng yêu em, sẵn sàng yêu anh") (Ge Fei) | Kong Yang (Fox Spirit Matchmaker OP1)                            | Tạ Hưng Dương                                                    | 91                                                               | 65,2                                                             | B                                                                |
| 7                                                                | 《爱 You Ready, 爱我Ready》("Sẵn sàng yêu em, sẵn sàng yêu anh") (Ge Fei) | Kong Yang (Fox Spirit Matchmaker OP1)                            | Trịnh Minh Hâm                                                   | 86                                                               | 65,2                                                             | B                                                                |
| 7                                                                | 《爱 You Ready, 爱我Ready》("Sẵn sàng yêu em, sẵn sàng yêu anh") (Ge Fei) | Kong Yang (Fox Spirit Matchmaker OP1)                            | Lưu Đường Huy                                                    | 55                                                               | 65,2                                                             | B                                                                |
| 7                                                                | 《爱 You Ready, 爱我Ready》("Sẵn sàng yêu em, sẵn sàng yêu anh") (Ge Fei) | Kong Yang (Fox Spirit Matchmaker OP1)                            | Lý Trạch Khôn                                                    | 38                                                               | 65,2                                                             | B                                                                |
| 7                                                                | 《爱 You Ready, 爱我Ready》("Sẵn sàng yêu em, sẵn sàng yêu anh") (Ge Fei) | Kong Yang (Fox Spirit Matchmaker OP1)                            | Lelush                                                           | 14                                                               | 65,2                                                             | B                                                                |

### Đánh giá bài hát chủ đề
Sau vòng công diễn đầu tiên, các học viên được thưởng thức một màn trình diễn bất ngờ trên sân khấu do tiền bối R1SE mang đến, những người sẽ thể hiện vũ đạo của bài hát chủ đề mùa này. R1SE biểu diễn phiên bản tiếng Trung của ca khúc chủ đề "我们一起闯", trong khi Amber Liu thể hiện phiên bản tiếng Anh "Chuang To-Gather, Go!". Tất cả các thực tập sinh đều được yêu cầu phải học thuộc vũ đạo và lời bài hát của cả hai phiên bản tiếng Trung và tiếng Anh.
Tại ngày sát hạch, từng nhóm bốn người gồm bốn thí sinh thuộc bốn lớp thể hiện ca khúc chủ đề, và ban cố vấn theo dõi qua video để đánh giá các thí sinh sẽ được thăng hạng hay giáng hạng. Rikimaru, Lưu Vũ, Ngô Vũ Hằng và Hồ Diệp Thao - những người đã nằm trong lớp A ở công diễn 1 - tiếp tục giữ vững thứ hạng của mình, trong khi Lại Diệu Tường từ lớp F đã vươn lên lớp A. Trong số các học viên lớp A mới (bao gồm Lưu Vũ, Lâm Mặc, Santa, Patrick, Rikimaru, Du Canh Dần, Ngô Vũ Hằng, Hồ Diệp Thao, Bá Viễn, Lại Diệu Tường, Mika), Lưu Vũ đã được các thực tập sinh bình chọn nhiều nhất để trở thành vị trí trung tâm của bài hát chủ đề của Sáng tạo doanh 2021.
Trong phần tiếp theo của vòng đánh giá bài hát chủ đề, các học viên được yêu cầu biên dựng bài hát chủ đề theo phong cách, sở thích, ý đồ của từng người và trình diễn chúng. Nhiệm vụ này được trao như một cơ hội để các thực tập sinh thể hiện tài năng, khả năng của bản thân và thu hút khán giả. Các thí sinh được tự do lựa chọn thành viên để lập đội, với ít nhất năm người và nhiều nhất mười một người trong một nhóm. Vì đây là nhiệm vụ tự chọn, nên không nhất thiết tất cả các thí sinh phải tham gia vào phần này.
Để giúp các học viên tìm cảm hứng sáng tạo, chương trình cung cấp cho các học viên ba ngày tìm cảm hứng tại phòng tập gym, rạp chiếu phim và nhà hàng "Michelin" của Chuang. Các thực tập sinh bỏ phiếu theo nhóm để lựa chọn khung cảnh mà cả nhóm muốn tận hưởng. Sau đó, các thí sinh trình diễn các bài làm mới ca khúc chủ đề trước dàn cố vấn gồm Đặng Siêu, Ninh Tịnh, Châu Thâm và Amber. Andy, Hà Ý Tuấn và Lelush là những học viên không tham gia nhiệm vụ lần này.
| Tập 4.2 – Đánh giá bài hát chủ đề – Nhiệm vụ biên dựng bài hát chủ đề (12 tháng 3 năm 2021) | Tập 4.2 – Đánh giá bài hát chủ đề – Nhiệm vụ biên dựng bài hát chủ đề (12 tháng 3 năm 2021) | Tập 4.2 – Đánh giá bài hát chủ đề – Nhiệm vụ biên dựng bài hát chủ đề (12 tháng 3 năm 2021) | Tập 4.2 – Đánh giá bài hát chủ đề – Nhiệm vụ biên dựng bài hát chủ đề (12 tháng 3 năm 2021)                                   |
| #                                                                                           | Tên nhóm                                                                                    | Phần trình diễn                                                                             | Các thành viên |
| ------------------------------------------------------------------------------------------- | ------------------------------------------------------------------------------------------- | ------------------------------------------------------------------------------------------- | --- |
| 1                                                                                           | Du hành Ngân Hà                                                                             | "Đây là nơi tôi từng đặt chân đến trong giấc mơ" (trình diễn với ban nhạc)                  | Phó Tư Siêu, Hoàng Côn, Lâm Mặc, Lưu Chương, Ichika, Trương Gia Nguyên, Trương Đằng                                           |
| 2                                                                                           | Hồ Lô Kim Cang                                                                              | "Hồ Lô Kim Cang Chuang Chuang Chuang" (trình diễn nhảy)                                     | Phạm Trăn Nhĩ, Quý Thượng Kỳ, Lý Gia Hào, Lăng Tiêu, La Ngôn, Ngô Hải, Từ Thiệu Lam                                           |
| 3                                                                                           | Huynh đệ Hồ Lô                                                                              | "Elec-chuang-nic" (trình diễn kết hợp truyền thống-hiện đại)                                | Nine, Lý Lạc Nhĩ, Lưu Vũ, Thiệu Minh Minh, Vương Hiếu Thần, Vi Ngữ Tiết, Tiết Bát Nhất                                        |
| 4                                                                                           | Như hổ thêm cánh                                                                            | "Chuang To-Gather, Go!" (phiên bản mừng tân xuân quốc tế)                                   | Bá Viễn, Yuya, Hiroto, Lại Diệu Tường, Ryo, Amu, Eisho, Trương Chương                                                         |
| 5                                                                                           | Handsome Boys                                                                               | "Dream" (trình diễn hát R&B)                                                                | Ngô Vũ Hằng, Tăng Hàm Giang, Hà Ngật Phồn, Mika, Lý Gia Tường, Trương Tĩnh Đặc, Lâm Dục Tu                                    |
| 6                                                                                           | Friends                                                                                     | "Friends" (trình diễn với ban nhạc và nhảy)                                                 | Oscar, Kazuma, Hồ Diệp Thao, Rikimaru, Caelan, Patrick, Vu Dương, Santa, Châu Kha Vũ                                          |
| 7                                                                                           | ROSE đặt gạch Hot Search                                                                    | "Muốn xông pha ở đâu thì xông pha vào đó" (trình diễn nhảy và diễn xuất)                    | Trần Thụy Phong, Hàn Bội Tuyền, Lục Định Hạo, Khuất Bách Vũ, Tạ Hưng Dương, Du Canh Dần, Trương Hân Nghiêu                    |
| 8                                                                                           | Red                                                                                         | "Chúng ta cùng xông pha" (bản tiếng Nhật) (trình diễn nhảy và diễn xuất)                    | Lindow, Shingo, Keiya, Yuu, Jumpei                                                                                            |
| 9                                                                                           | Bất ngờ siêu lớn                                                                            | "Dám! Tôi phải debut" (trình diễn nhảy và diễn xuất)                                        | A Khắc Chu Lực, David, Cốc Liễu Lâm, Lưu Đường Huy, Lý Chính Đình, Ngụy Tử Việt                                               |
| 10                                                                                          | Giọng ca Đảo Ngỗng                                                                          | "Bài hát của ngỗng" (trình diễn nhảy và diễn xuất)                                          | Đại Thiếu Đông, Cam Vọng Tinh, Hà Quyến Dục, Tưởng Đôn Hào, Tỉnh Lung, Nặc Ngôn, Nhậm Dần Bồng, Vĩnh Diệu, Lailai             |
| 11                                                                                          | KPL.SXY                                                                                     | "Different Guys" (trình diễn nhảy sexy)                                                     | Tào Tả, Luke, Lưu Nghiêm Đông Quý, Lý Trạch Khôn, Tiền Chính Vũ, Tiêu Lực Hoàn                                                |
| 12                                                                                          | Player                                                                                      | "Đàn ngỗng cùng nhau xông pha" (trình diễn nhảy)                                            | Trần Tuấn Khiết, Lưu Công, Lý Bái Dương, Lý Thái Long, Vương Trạch Hạo, Từ Thánh Tư, Dịch Hàm, Diệp Hạo Nhiên, Trịnh Minh Hâm |

### Vòng loại trừ 1
Vòng công bố xếp hạng và loại trừ đầu tiên được phát sóng trong tập 5 (20 tháng 3 năm 2021). Kết thúc vòng loại này sẽ chỉ còn 55 thí sinh trong tổng số 90 thí sinh được đi tiếp. Thứ hạng của các thí sinh là kết quả của vòng bầu chọn thứ nhất, bắt đầu từ 00:00 ngày 17 tháng 2 đến 10:00 ngày 14 tháng 3 năm 2021, thông qua WeTV.

### Vòng công diễn 2
Trước khi bước vào vòng công diễn 2, vòng chọn đội được diễn ra. Các thí sinh lần này được chia thành 11 nhóm 5 người, tên của nhóm tương ứng với tên bài hát mà nhóm đó trình diễn. Vì vòng công diễn này là vòng đánh giá năng lực theo vị trí, thực tập sinh có quyền được lựa chọn định hướng vị trí phù hợp với bản thân. Nhóm định hướng hát gồm ba bài hát "Lemon", "I Don't Care", "Em đừng nhớ đến anh"; nhóm định hướng nhảy gồm năm bài hát "Believer", "Chú cá voi hóa thân của hòn đảo cô độc", "Love Birds", "Therefore I Am", "Vũ điệu cua kẹp"; và nhóm định hướng sáng tác gồm ba bài hát (trong đó một nhóm hát cải biên ca khúc, một nhóm nhảy dàn dựng vũ đạo, và một nhóm rap viết lời và sáng tác bài hát).
Việc chọn nhóm của các thí sinh sẽ được tiến hành theo nguyên tắc sau:
1. Một tuần trước ngày lập đội, các thí sinh được biết các nhóm vị trí và các bài hát của nhóm vị trí đó. Sau đó, mỗi thí sinh lựa chọn ba nhóm ứng với ba vị trí, xếp theo thứ tự ưu tiên (1, 2, 3).
2. Tại ngày lập đội, các thí sinh sẽ được chọn nhóm dựa trên thứ hạng sau vòng loại trừ đầu tiên, và đi đến nhóm ứng với lựa chọn đầu tiên của mình. Trong quá trình lựa chọn, nếu xuất hiện những nhóm đã đủ số lượng thành viên quy định, thí sinh tự động di chuyển đến bài hát ứng với lựa chọn thứ hai của họ. Việc này cũng được lặp lại đối với lựa chọn thứ ba của thí sinh.
3. Trong trường hợp cả ba lựa chọn của thí sinh đều đã đủ người, thí sinh sẽ không được quyền lựa chọn và phải chờ các thí sinh khác chọn nhóm xong. Khi đó, họ sẽ được xếp vào những vị trí trống còn lại.

Quy tắc bình chọn của vòng công diễn này giống như công diễn 1, trong đó học viên được bình chọn nhiều nhất trong nhóm sẽ đạt danh hiệu MVP. Kết thúc đêm diễn, nhóm có tổng số điểm bình chọn cao nhất sẽ giành chiến thắng và mang về cho các thành viên trong nhóm một hạt đậu cho mỗi người. Người được bình chọn nhiều nhất trong vòng công diễn thứ hai cũng sẽ nhận được ba hạt đậu. Ngoài ra, các thành viên trong đội chiến thắng và cá nhân được điểm cao nhất sẽ được trình diễn tiết mục mở màn cho đêm công diễn 3 (với điều kiện là phải vượt qua vòng loại trừ thứ hai sắp tới).
| Tập 6.1 & 6.2 – Vòng công diễn thứ hai (27 & 28 tháng 3 năm 2021) | Tập 6.1 & 6.2 – Vòng công diễn thứ hai (27 & 28 tháng 3 năm 2021)                                       | Tập 6.1 & 6.2 – Vòng công diễn thứ hai (27 & 28 tháng 3 năm 2021)                                                         | Tập 6.1 & 6.2 – Vòng công diễn thứ hai (27 & 28 tháng 3 năm 2021)                                       | Tập 6.1 & 6.2 – Vòng công diễn thứ hai (27 & 28 tháng 3 năm 2021) | Tập 6.1 & 6.2 – Vòng công diễn thứ hai (27 & 28 tháng 3 năm 2021) | Tập 6.1 & 6.2 – Vòng công diễn thứ hai (27 & 28 tháng 3 năm 2021) |
| Tiết mục mở màn                                                   | Tiết mục mở màn                                                                                         | Tiết mục mở màn | Tiết mục mở màn                                                                                         | Tiết mục mở màn                                                   | Tiết mục mở màn                                                   | Tiết mục mở màn                                                   |
| #                                                                 | Bài hát thể hiện (Sáng tác)                                                                             | Bài hát thể hiện (Sáng tác)                                                                                               | Bài hát thể hiện (Sáng tác)                                                                             | Biểu diễn                                                         | Biểu diễn                                                         | Biểu diễn                                                         |
| ----------------------------------------------------------------- | --- | --- | --- | ----------------------------------------------------------------- | ----------------------------------------------------------------- | ----------------------------------------------------------------- |
| ĐB                                                                | 《我们一起闯》(Chuang To-Gather, Go!) (Alyssa Ayaka Ichinise, SQVARE, Sean Michael Alexander @NUMBER K) | 《我们一起闯》(Chuang To-Gather, Go!) (Alyssa Ayaka Ichinise, SQVARE, Sean Michael Alexander @NUMBER K)                   | 《我们一起闯》(Chuang To-Gather, Go!) (Alyssa Ayaka Ichinise, SQVARE, Sean Michael Alexander @NUMBER K) | Châu Thâm                                                         | Châu Thâm                                                         | Châu Thâm                                                         |
| Các phần trình diễn                                               | | | |                                                                   |                                                                   |                                                                   |
| #                                                                 | Vị trí                                                                                                  | Bài hát thể hiện (Tác giả)                                                                                                | Ca sĩ gốc                                                                                               | Thành viên                                                        | Điểm cá nhân                                                      | Tổng điểm                                                         |
| 1                                                                 | Nhảy | 《Believer》 (Dan Reynolds, Wayne Sermon, Ben McKee, Daniel Platzman, Robin Fredriksson, Mattias Larsson, Justin Tranter) | Imagine Dragons                                                                                         | Đại Thiếu Đông (C)                                                | 102                                                               | 624                                                               |
| 1                                                                 | Nhảy | 《Believer》 (Dan Reynolds, Wayne Sermon, Ben McKee, Daniel Platzman, Robin Fredriksson, Mattias Larsson, Justin Tranter) | Imagine Dragons                                                                                         | Hàn Bội Tuyền                                                     | 117                                                               | 624                                                               |
| 1                                                                 | Nhảy | 《Believer》 (Dan Reynolds, Wayne Sermon, Ben McKee, Daniel Platzman, Robin Fredriksson, Mattias Larsson, Justin Tranter) | Imagine Dragons                                                                                         | Hồ Diệp Thao                                                      | 132                                                               | 624                                                               |
| 1                                                                 | Nhảy | 《Believer》 (Dan Reynolds, Wayne Sermon, Ben McKee, Daniel Platzman, Robin Fredriksson, Mattias Larsson, Justin Tranter) | Imagine Dragons                                                                                         | Trương Hân Nghiêu                                                 | 133                                                               | 624                                                               |
| 1                                                                 | Nhảy | 《Believer》 (Dan Reynolds, Wayne Sermon, Ben McKee, Daniel Platzman, Robin Fredriksson, Mattias Larsson, Justin Tranter) | Imagine Dragons                                                                                         | Châu Kha Vũ                                                       | 140                                                               | 624                                                               |
| 2                                                                 | Hát | 《Lemon》 (Kenshi Yonezu)                                                                                                 | Kenshi Yonezu                                                                                           | Diệp Hạo Nhiên (C)                                                | 79                                                                | 413                                                               |
| 2                                                                 | Hát | 《Lemon》 (Kenshi Yonezu)                                                                                                 | Kenshi Yonezu                                                                                           | Nặc Ngôn                                                          | 24                                                                | 413                                                               |
| 2                                                                 | Hát | 《Lemon》 (Kenshi Yonezu)                                                                                                 | Kenshi Yonezu                                                                                           | Ngụy Tử Việt                                                      | 132                                                               | 413                                                               |
| 2                                                                 | Hát | 《Lemon》 (Kenshi Yonezu)                                                                                                 | Kenshi Yonezu                                                                                           | Hà Ý Tuấn                                                         | 70                                                                | 413                                                               |
| 2                                                                 | Hát | 《Lemon》 (Kenshi Yonezu)                                                                                                 | Kenshi Yonezu                                                                                           | Ichinose                                                          | 108                                                               | 413                                                               |
| 3                                                                 | Nhảy | 《化身孤島的鯨》("Chú cá voi hóa thân của hòn đảo cô độc") (Xu Hao)                                                       | Châu Thâm                                                                                               | Lưu Vũ (C)                                                        | 160                                                               | 557                                                               |
| 3                                                                 | Nhảy | 《化身孤島的鯨》("Chú cá voi hóa thân của hòn đảo cô độc") (Xu Hao)                                                       | Châu Thâm                                                                                               | Khuất Bách Vũ                                                     | 88                                                                | 557                                                               |
| 3                                                                 | Nhảy | 《化身孤島的鯨》("Chú cá voi hóa thân của hòn đảo cô độc") (Xu Hao)                                                       | Châu Thâm                                                                                               | Tiết Bát Nhất                                                     | 136                                                               | 557                                                               |
| 3                                                                 | Nhảy | 《化身孤島的鯨》("Chú cá voi hóa thân của hòn đảo cô độc") (Xu Hao)                                                       | Châu Thâm                                                                                               | Trương Chương                                                     | 43                                                                | 557                                                               |
| 3                                                                 | Nhảy | 《化身孤島的鯨》("Chú cá voi hóa thân của hòn đảo cô độc") (Xu Hao)                                                       | Châu Thâm                                                                                               | Eisho                                                             | 130                                                               | 557                                                               |
| 4                                                                 | Nhảy | 《爱情鸟》(Love Birds) (Zhang Quanfu)                                                                                     | Lâm Y Luân                                                                                              | Phạm Trăn Nhĩ (C)                                                 | 64                                                                | 503                                                               |
| 4                                                                 | Nhảy | 《爱情鸟》(Love Birds) (Zhang Quanfu)                                                                                     | Lâm Y Luân                                                                                              | Hà Quyến Dục                                                      | 79                                                                | 503                                                               |
| 4                                                                 | Nhảy | 《爱情鸟》(Love Birds) (Zhang Quanfu)                                                                                     | Lâm Y Luân                                                                                              | Hoàng Côn                                                         | 111                                                               | 503                                                               |
| 4                                                                 | Nhảy | 《爱情鸟》(Love Birds) (Zhang Quanfu)                                                                                     | Lâm Y Luân                                                                                              | Tưởng Đôn Hào                                                     | 78                                                                | 503                                                               |
| 4                                                                 | Nhảy | 《爱情鸟》(Love Birds) (Zhang Quanfu)                                                                                     | Lâm Y Luân                                                                                              | Caelan                                                            | 171                                                               | 503                                                               |
| 5                                                                 | Sáng tác (Rap)                                                                                          | 《峰项》("Đỉnh cao") (Tăng Hàm Giang, Oscar, Lâm Mặc, La Ngôn, AK Lưu Chương, Lâm Dục Tu)                                 | Tự sáng tác                                                                                             | Tăng Hàm Giang (C)                                                | 141                                                               | 768                                                               |
| 5                                                                 | Sáng tác (Rap)                                                                                          | 《峰项》("Đỉnh cao") (Tăng Hàm Giang, Oscar, Lâm Mặc, La Ngôn, AK Lưu Chương, Lâm Dục Tu)                                 | Tự sáng tác                                                                                             | Lâm Mặc                                                           | 166                                                               | 768                                                               |
| 5                                                                 | Sáng tác (Rap)                                                                                          | 《峰项》("Đỉnh cao") (Tăng Hàm Giang, Oscar, Lâm Mặc, La Ngôn, AK Lưu Chương, Lâm Dục Tu)                                 | Tự sáng tác                                                                                             | Lưu Chương                                                        | 174                                                               | 768                                                               |
| 5                                                                 | Sáng tác (Rap)                                                                                          | 《峰项》("Đỉnh cao") (Tăng Hàm Giang, Oscar, Lâm Mặc, La Ngôn, AK Lưu Chương, Lâm Dục Tu)                                 | Tự sáng tác                                                                                             | La Ngôn                                                           | 150                                                               | 768                                                               |
| 5                                                                 | Sáng tác (Rap)                                                                                          | 《峰项》("Đỉnh cao") (Tăng Hàm Giang, Oscar, Lâm Mặc, La Ngôn, AK Lưu Chương, Lâm Dục Tu)                                 | Tự sáng tác                                                                                             | Oscar                                                             | 137                                                               | 768                                                               |
| 6                                                                 | Sáng tác (Bài hát)                                                                                      | 《Fix Me》 (Phó Tư Siêu, Lý Lạc Nhĩ, Lục Định Hạo, Vinh Diệu, Vu Dương, Tưởng Đôn Hào, Hoàng Côn)                         | Tự sáng tác                                                                                             | Lục Định Hạo (C)                                                  | 107                                                               | 486                                                               |
| 6                                                                 | Sáng tác (Bài hát)                                                                                      | 《Fix Me》 (Phó Tư Siêu, Lý Lạc Nhĩ, Lục Định Hạo, Vinh Diệu, Vu Dương, Tưởng Đôn Hào, Hoàng Côn)                         | Tự sáng tác                                                                                             | Phó Tư Siêu                                                       | 126                                                               | 486                                                               |
| 6                                                                 | Sáng tác (Bài hát)                                                                                      | 《Fix Me》 (Phó Tư Siêu, Lý Lạc Nhĩ, Lục Định Hạo, Vinh Diệu, Vu Dương, Tưởng Đôn Hào, Hoàng Côn)                         | Tự sáng tác                                                                                             | Vinh Diệu                                                         | 69                                                                | 486                                                               |
| 6                                                                 | Sáng tác (Bài hát)                                                                                      | 《Fix Me》 (Phó Tư Siêu, Lý Lạc Nhĩ, Lục Định Hạo, Vinh Diệu, Vu Dương, Tưởng Đôn Hào, Hoàng Côn)                         | Tự sáng tác                                                                                             | Vu Dương                                                          | 122                                                               | 486                                                               |
| 6                                                                 | Sáng tác (Bài hát)                                                                                      | 《Fix Me》 (Phó Tư Siêu, Lý Lạc Nhĩ, Lục Định Hạo, Vinh Diệu, Vu Dương, Tưởng Đôn Hào, Hoàng Côn)                         | Tự sáng tác                                                                                             | Lý Lạc Nhĩ                                                        | 62                                                                | 486                                                               |
| 7                                                                 | Hát | 《我管你》(I Don't Care) (Hoa Thần Vũ)                                                                                    | Hoa Thần Vũ                                                                                             | Tỉnh Lung (C)                                                     | 109                                                               | 579                                                               |
| 7                                                                 | Hát | 《我管你》(I Don't Care) (Hoa Thần Vũ)                                                                                    | Hoa Thần Vũ                                                                                             | Bá Viễn                                                           | 165                                                               | 579                                                               |
| 7                                                                 | Hát | 《我管你》(I Don't Care) (Hoa Thần Vũ)                                                                                    | Hoa Thần Vũ                                                                                             | Ngô Vũ Hằng                                                       | 133                                                               | 579                                                               |
| 7                                                                 | Hát | 《我管你》(I Don't Care) (Hoa Thần Vũ)                                                                                    | Hoa Thần Vũ                                                                                             | Cam Vọng Tinh                                                     | 135                                                               | 579                                                               |
| 7                                                                 | Hát | 《我管你》(I Don't Care) (Hoa Thần Vũ)                                                                                    | Hoa Thần Vũ                                                                                             | Thiệu Minh Minh                                                   | 37                                                                | 579                                                               |
| 8                                                                 | Nhảy | 《Therefore I Am》 (Billie Eilish, Finneas O'Connell)                                                                     | Billie Eilish                                                                                           | Trương Gia Nguyên (C)                                             | 165                                                               | 735                                                               |
| 8                                                                 | Nhảy | 《Therefore I Am》 (Billie Eilish, Finneas O'Connell)                                                                     | Billie Eilish                                                                                           | Lelush                                                            | 142                                                               | 735                                                               |
| 8                                                                 | Nhảy | 《Therefore I Am》 (Billie Eilish, Finneas O'Connell)                                                                     | Billie Eilish                                                                                           | Tạ Hưng Dương                                                     | 147                                                               | 735                                                               |
| 8                                                                 | Nhảy | 《Therefore I Am》 (Billie Eilish, Finneas O'Connell)                                                                     | Billie Eilish                                                                                           | Hiroto                                                            | 163                                                               | 735                                                               |
| 8                                                                 | Nhảy | 《Therefore I Am》 (Billie Eilish, Finneas O'Connell)                                                                     | Billie Eilish                                                                                           | Trương Đằng                                                       | 118                                                               | 735                                                               |
| 9                                                                 | Sáng tác (Nhảy)                                                                                         | 《Joker》 (Lay Zhang) | Trương Nghệ Hưng                                                                                        | Ngô Hải (C)                                                       | 157                                                               | 692                                                               |
| 9                                                                 | Sáng tác (Nhảy)                                                                                         | 《Joker》 (Lay Zhang) | Trương Nghệ Hưng                                                                                        | Rikimaru (C)                                                      | 153                                                               | 692                                                               |
| 9                                                                 | Sáng tác (Nhảy)                                                                                         | 《Joker》 (Lay Zhang) | Trương Nghệ Hưng                                                                                        | Santa (C)                                                         | 164                                                               | 692                                                               |
| 9                                                                 | Sáng tác (Nhảy)                                                                                         | 《Joker》 (Lay Zhang) | Trương Nghệ Hưng                                                                                        | Nhậm Dận Bồng (C)                                                 | 107                                                               | 692                                                               |
| 9                                                                 | Sáng tác (Nhảy)                                                                                         | 《Joker》 (Lay Zhang) | Trương Nghệ Hưng                                                                                        | Từ Thiệu Lam (C)                                                  | 111                                                               | 692                                                               |
| 10                                                                | Nhảy | 《被螃蟹钳了一下下》("Vũ điệu cua kẹp") (Salep)                                                                           | Pornchantaphon Fitmuan                                                                                  | Hà Ngật Phồn (C)                                                  | 105                                                               | 522                                                               |
| 10                                                                | Nhảy | 《被螃蟹钳了一下下》("Vũ điệu cua kẹp") (Salep)                                                                           | Pornchantaphon Fitmuan                                                                                  | Ichika                                                            | 149                                                               | 522                                                               |
| 10                                                                | Nhảy | 《被螃蟹钳了一下下》("Vũ điệu cua kẹp") (Salep)                                                                           | Pornchantaphon Fitmuan                                                                                  | Vương Hiếu Thần                                                   | 75                                                                | 522                                                               |
| 10                                                                | Nhảy | 《被螃蟹钳了一下下》("Vũ điệu cua kẹp") (Salep)                                                                           | Pornchantaphon Fitmuan                                                                                  | Amu                                                               | 156                                                               | 522                                                               |
| 10                                                                | Nhảy | 《被螃蟹钳了一下下》("Vũ điệu cua kẹp") (Salep)                                                                           | Pornchantaphon Fitmuan                                                                                  | Quý Thượng Kỳ                                                     | 37                                                                | 522                                                               |
| 11                                                                | Hát | 《你就不要想起我》("Em đừng nhớ đến anh") (Dương Tử Bộ, Lưu Đại Giang)                                                    | Điền Phức Chân                                                                                          | Du Canh Dần (C)                                                   | 145                                                               | 759                                                               |
| 11                                                                | Hát | 《你就不要想起我》("Em đừng nhớ đến anh") (Dương Tử Bộ, Lưu Đại Giang)                                                    | Điền Phức Chân                                                                                          | Mika                                                              | 150                                                               | 759                                                               |
| 11                                                                | Hát | 《你就不要想起我》("Em đừng nhớ đến anh") (Dương Tử Bộ, Lưu Đại Giang)                                                    | Điền Phức Chân                                                                                          | Patrick                                                           | 156                                                               | 759                                                               |
| 11                                                                | Hát | 《你就不要想起我》("Em đừng nhớ đến anh") (Dương Tử Bộ, Lưu Đại Giang)                                                    | Điền Phức Chân                                                                                          | Trương Tinh Đặc                                                   | 134                                                               | 759                                                               |
| 11                                                                | Hát | 《你就不要想起我》("Em đừng nhớ đến anh") (Dương Tử Bộ, Lưu Đại Giang)                                                    | Điền Phức Chân                                                                                          | Nine                                                              | 174                                                               | 759                                                               |

### Vòng loại trừ 2
Vòng công bố xếp hạng và loại trừ thứ hai diễn ra sau đêm công diễn 2, và được phát sóng trong tập 7 (3 tháng 4 năm 2021). Kết thúc vòng loại này sẽ chỉ còn 33 thí sinh trong tổng số 55 thí sinh giành quyền đi tiếp. Thứ hạng của các thí sinh là kết quả của vòng bầu chọn thứ hai, bắt đầu từ 19:00 ngày 20 tháng 3 đến 10:00 ngày 29 tháng 3 năm 2021, thông qua WeTV.

### Vòng công diễn 3: Không lãng phí thời gian tươi đẹp
Trước khi bắt đầu vòng công diễn 3, vòng chọn đội được tiến hành. Các học viên được chia thành sáu nhóm, tên của nhóm tương ứng với tên bài hát mà nhóm đó trình diễn. Ở vòng này, các thí sinh trình diễn những bài hát được sáng tác hoàn toàn mới, bao gồm "Gõ đáng yêu rồi nhấn phím 5", "Nana Party", "Bích" cho nhóm sáu người, và "Vệ tinh XL", "Kế hoạch mạo hiểm", "Mưa rồi anh đang nhớ em" cho nhóm năm người. Việc lựa chọn vị trí trung tâm của mỗi bài hát đã được xác định thông qua một vòng bình chọn trực tuyến trên QQ Music kéo dài trong một tuần, trong đó thí sinh được bình chọn nhiều nhất cho mỗi bài hát sẽ đảm nhận vai trò center của bài hát đó.
Ngoài sáu thí sinh là vị trí trung tâm của sáu bài hát, các thí sinh còn lại được chọn nhóm theo thứ hạng đạt được của vòng loại trừ trước. Với việc xếp thứ nhất thông qua cổng bình chọn của nhà tài trợ Chunzhen Xiaomanyao trong một tuần, Châu Kha Vũ đã giúp cho nhóm "Bích" của mình được quyền tổng duyệt một lần nữa trước khi bước vào công diễn chính thức.
Đối với vòng công diễn này, các nhóm lần lượt trình diễn cùng một nữ nghệ sĩ khách mời; quy tắc bình chọn tương tự các vòng công diễn trước. Cung Tuấn, người xuất hiện trong vai trò khách mời trợ giúp thực hiện ước mơ của các học viên, cũng có quyền bình chọn giống như khán giả tại trường quay. Vào cuối đêm diễn, nhóm có tổng số bình chọn trung bình cao nhất sẽ giành chiến thắng trong vòng công diễn này. Kết thúc vòng công diễn 3, nhóm "Gõ đáng yêu rồi nhấn phím 5" giành chiến thắng chung cuộc và nhận ba hạt đậu; thành viên Nine của nhóm trở thành học viên xuất sắc nhất do nhận được số phiếu bình chọn nhiều nhất trong các MVP của các nhóm, và được nhận một hạt đậu.
| Tập 8 – Vòng công diễn thứ ba (10 tháng 4 năm 2021) | Tập 8 – Vòng công diễn thứ ba (10 tháng 4 năm 2021)                                     | Tập 8 – Vòng công diễn thứ ba (10 tháng 4 năm 2021) | Tập 8 – Vòng công diễn thứ ba (10 tháng 4 năm 2021) | Tập 8 – Vòng công diễn thứ ba (10 tháng 4 năm 2021) | Tập 8 – Vòng công diễn thứ ba (10 tháng 4 năm 2021) |
| Tiết mục mở màn                                     | Tiết mục mở màn                                                                         | Tiết mục mở màn                                     | Tiết mục mở màn                                     | Tiết mục mở màn                                     | Tiết mục mở màn                                     |
| #                                                   | Bài hát thể hiện (Sáng tác)                                                             | Bài hát thể hiện (Sáng tác)                         | Biểu diễn                                           | Biểu diễn                                           | Biểu diễn                                           |
| --------------------------------------------------- | --------------------------------------------------------------------------------------- | --------------------------------------------------- | --------------------------------------------------- | --------------------------------------------------- | --------------------------------------------------- |
| ĐB                                                  | 《Happy》(Pharrell Williams)                                                            | 《Happy》(Pharrell Williams)                        | Tăng Hàm Giang, Lâm Mặc, Lưu Chương, Oscar, Nine    | Tăng Hàm Giang, Lâm Mặc, Lưu Chương, Oscar, Nine    | Tăng Hàm Giang, Lâm Mặc, Lưu Chương, Oscar, Nine    |
| Các phần trình diễn                                 |                                                                                         |                                                     |                                                     |                                                     |                                                     |
| #                                                   | Bài hát thể hiện (Tác giả)                                                              | Khách mời trợ diễn                                  | Thành viên                                          | Điểm cá nhân                                        | Điểm trung bình                                     |
| 1                                                   | 《输入法可爱按第五》("Gõ đáng yêu rồi nhấn phím 5") (Trần Linh Đào, Vương Thiên Phương) | Cúc Tịnh Y                                          | Mika (C)                                            | 163                                                 | 153.5                                               |
| 1                                                   | 《输入法可爱按第五》("Gõ đáng yêu rồi nhấn phím 5") (Trần Linh Đào, Vương Thiên Phương) | Cúc Tịnh Y                                          | Nine                                                | 200                                                 | 153.5                                               |
| 1                                                   | 《输入法可爱按第五》("Gõ đáng yêu rồi nhấn phím 5") (Trần Linh Đào, Vương Thiên Phương) | Cúc Tịnh Y                                          | Ngô Vũ Hằng                                         | 156                                                 | 153.5                                               |
| 1                                                   | 《输入法可爱按第五》("Gõ đáng yêu rồi nhấn phím 5") (Trần Linh Đào, Vương Thiên Phương) | Cúc Tịnh Y                                          | Tiết Bát Nhất                                       | 133                                                 | 153.5                                               |
| 1                                                   | 《输入法可爱按第五》("Gõ đáng yêu rồi nhấn phím 5") (Trần Linh Đào, Vương Thiên Phương) | Cúc Tịnh Y                                          | Trương Tinh Đặc                                     | 139                                                 | 153.5                                               |
| 1                                                   | 《输入法可爱按第五》("Gõ đáng yêu rồi nhấn phím 5") (Trần Linh Đào, Vương Thiên Phương) | Cúc Tịnh Y                                          | Tăng Hàm Giang                                      | 130                                                 | 153.5                                               |
| 2                                                   | 《Nana Party》 (OJM , Johan Gustafson, Fredrik Häggstam, Sebastian Lundberg)            | Mao Hiểu Đồng                                       | Phó Tư Siêu                                         | 148                                                 | 129.3                                               |
| 2                                                   | 《Nana Party》 (OJM , Johan Gustafson, Fredrik Häggstam, Sebastian Lundberg)            | Mao Hiểu Đồng                                       | Tỉnh Lung                                           | 72                                                  | 129.3                                               |
| 2                                                   | 《Nana Party》 (OJM , Johan Gustafson, Fredrik Häggstam, Sebastian Lundberg)            | Mao Hiểu Đồng                                       | Santa (C)                                           | 163                                                 | 129.3                                               |
| 2                                                   | 《Nana Party》 (OJM , Johan Gustafson, Fredrik Häggstam, Sebastian Lundberg)            | Mao Hiểu Đồng                                       | Ngụy Tử Việt                                        | 118                                                 | 129.3                                               |
| 2                                                   | 《Nana Party》 (OJM , Johan Gustafson, Fredrik Häggstam, Sebastian Lundberg)            | Mao Hiểu Đồng                                       | Tạ Hưng Dương                                       | 152                                                 | 129.3                                               |
| 2                                                   | 《Nana Party》 (OJM , Johan Gustafson, Fredrik Häggstam, Sebastian Lundberg)            | Mao Hiểu Đồng                                       | Trương Đằng                                         | 123                                                 | 129.3                                               |
| 3                                                   | 《卫星XL》("Vệ tinh XL") (Mark Angelico Thomson, James Salmon, Phil Schwan @NUMBER K)   | Amber                                               | Caelan (C)                                          | 142                                                 | 126.8                                               |
| 3                                                   | 《卫星XL》("Vệ tinh XL") (Mark Angelico Thomson, James Salmon, Phil Schwan @NUMBER K)   | Amber                                               | Hiroto                                              | 108                                                 | 126.8                                               |
| 3                                                   | 《卫星XL》("Vệ tinh XL") (Mark Angelico Thomson, James Salmon, Phil Schwan @NUMBER K)   | Amber                                               | Hồ Diệp Thao                                        | 148                                                 | 126.8                                               |
| 3                                                   | 《卫星XL》("Vệ tinh XL") (Mark Angelico Thomson, James Salmon, Phil Schwan @NUMBER K)   | Amber                                               | Vinh Diệu                                           | 101                                                 | 126.8                                               |
| 3                                                   | 《卫星XL》("Vệ tinh XL") (Mark Angelico Thomson, James Salmon, Phil Schwan @NUMBER K)   | Amber                                               | Du Canh Dần                                         | 135                                                 | 126.8                                               |
| 4                                                   | 《冒险计划》("Kế hoạch mạo hiểm") (Gregory Curtis, Olof Lindskog, Gavin Jones)          | Mạnh Mỹ Kỳ                                          | Amu                                                 | 135                                                 | 111.5                                               |
| 4                                                   | 《冒险计划》("Kế hoạch mạo hiểm") (Gregory Curtis, Olof Lindskog, Gavin Jones)          | Mạnh Mỹ Kỳ                                          | Bá Viễn                                             | 141                                                 | 111.5                                               |
| 4                                                   | 《冒险计划》("Kế hoạch mạo hiểm") (Gregory Curtis, Olof Lindskog, Gavin Jones)          | Mạnh Mỹ Kỳ                                          | Lưu Vũ (C)                                          | 96                                                  | 111.5                                               |
| 4                                                   | 《冒险计划》("Kế hoạch mạo hiểm") (Gregory Curtis, Olof Lindskog, Gavin Jones)          | Mạnh Mỹ Kỳ                                          | Ngô Hải                                             | 150                                                 | 111.5                                               |
| 4                                                   | 《冒险计划》("Kế hoạch mạo hiểm") (Gregory Curtis, Olof Lindskog, Gavin Jones)          | Mạnh Mỹ Kỳ                                          | Trương Hân Nghiêu                                   | 147                                                 | 111.5                                               |
| 5                                                   | 《璧》("Bích") (Chen Lingtao)                                                           | Lưu Tá Ninh                                         | Lưu Chương                                          | 147                                                 | 106.7                                               |
| 5                                                   | 《璧》("Bích") (Chen Lingtao)                                                           | Lưu Tá Ninh                                         | Oscar                                               | 97                                                  | 106.7                                               |
| 5                                                   | 《璧》("Bích") (Chen Lingtao)                                                           | Lưu Tá Ninh                                         | Patrick                                             | 140                                                 | 106.7                                               |
| 5                                                   | 《璧》("Bích") (Chen Lingtao)                                                           | Lưu Tá Ninh                                         | Rikimaru (C)                                        | 136                                                 | 106.7                                               |
| 5                                                   | 《璧》("Bích") (Chen Lingtao)                                                           | Lưu Tá Ninh                                         | Trương Gia Nguyên                                   | 118                                                 | 106.7                                               |
| 5                                                   | 《璧》("Bích") (Chen Lingtao)                                                           | Lưu Tá Ninh                                         | Châu Kha Vũ                                         | 109                                                 | 106.7                                               |
| 6                                                   | 《下雨了是我在想你》("Mưa rồi anh đang nhớ em") (Fan Yu)                                | Nene / Trịnh Nãi Hinh                               | Cam Vọng Tinh                                       | 95                                                  | 101                                                 |
| 6                                                   | 《下雨了是我在想你》("Mưa rồi anh đang nhớ em") (Fan Yu)                                | Nene / Trịnh Nãi Hinh                               | Hà Ngật Phồn                                        | 110                                                 | 101                                                 |
| 6                                                   | 《下雨了是我在想你》("Mưa rồi anh đang nhớ em") (Fan Yu)                                | Nene / Trịnh Nãi Hinh                               | Lelush                                              | 161                                                 | 101                                                 |
| 6                                                   | 《下雨了是我在想你》("Mưa rồi anh đang nhớ em") (Fan Yu)                                | Nene / Trịnh Nãi Hinh                               | Lâm Mặc (C)                                         | 177                                                 | 101                                                 |
| 6                                                   | 《下雨了是我在想你》("Mưa rồi anh đang nhớ em") (Fan Yu)                                | Nene / Trịnh Nãi Hinh                               | Nhậm Dận Bồng                                       | 63                                                  | 101                                                 |

### Vòng loại trừ 3
Vòng công bố xếp hạng và loại trừ thứ ba diễn ra sau đêm công diễn 3, và được phát sóng trong tập 9 (17 tháng 4 năm 2021). Kết thúc vòng loại này sẽ chỉ còn 25 thí sinh trong tổng số 33 thí sinh được đi tiếp. Thứ hạng của các thí sinh là kết quả của vòng bầu chọn thứ ba, bắt đầu từ 19:00 ngày 3 tháng 4 đến 10:00 ngày 11 tháng 4 năm 2021, thông qua WeTV.
Không giống như hai vòng loại trừ đầu tiên, các thí sinh trước hết phải tìm mở phong bì thông báo kết quả trong tủ lưu đồ có ghi tên của từng người để biết được họ có được đi tiếp hay không. Những thí sinh sở hữu vé "Pass" trong phong bì sẽ được điều hướng di chuyển ra chiếc xe buýt đang chờ sẵn bên ngoài để tới với đêm chung kết, trong khi những người nhận được vé "Sorry" phải dừng cuộc chơi. Sau đó, các thí sinh di chuyển đến địa điểm tập trung tại đảo Hoa Hải, nơi các cố vấn trực tiếp công bố thứ hạng của các thí sinh.

### Chung kết: Đêm ra mắt
Vòng chung kết của Sáng tạo doanh 2021 diễn ra vào ngày 24 tháng 4 năm 2021. Đội hình cuối cùng gồm 11 thành viên được quyết định thông qua vòng bình chọn thứ tư từ 19:00 ngày 17 tháng 4 đến 21:38 ngày 24 tháng 4 năm 2021, thông qua WeTV và Wesee.
Trước đó, vòng chọn đội cho đêm chung kết đã được tổ chức ở cuối tập 9. Các thí sinh được chia thành ba nhóm, tên của nhóm tương ứng với tên bài hát mà nhóm đó trình diễn, gồm "Be Mine" cho nhóm 8 người, "Định nghĩa" cho nhóm 9 người và "Tuổi trẻ của chúng ta" cho nhóm 8 người. Dựa trên kết quả từ vòng loại trừ thứ ba, các thí sinh lần lượt chọn bài hát theo xếp hạng từ cao đến thấp.
Vào ngày 20 tháng 4 năm 2021, Hà Cảnh đã được công bố là người dẫn chương trình của đêm chung kết và ra mắt.
Mở đầu đêm chung kết, sau phần trình diễn của tất cả các thí sinh, các cố vấn đã công bố những thí sinh đang xếp ở vị trí thứ 11 trên bảng xếp hạng của WeTV tại từng khu vực, tính đến thời điểm 19:00 ngày hôm đó. Theo đó, Hồ Diệp Thao xếp thứ 11 tại Thái Lan, Hiroto xếp thứ 11 tại Nhật Bản, Lưu Chương xếp thứ 11 tại Indonesia, Lưu Vũ xếp thứ 11 tại Malaysia và Hàn Quốc, Du Canh Dần xếp thứ 11 tại Philippines, Nine xếp thứ 11 tại Việt Nam, và Hồ Diệp Thao xếp thứ 11 tại Thái Lan. Các học viên được tăng hạng (dựa trên số liệu thu được tại thời điểm 12:00 ngày 23 và 24 tháng 4) cũng được công bố, bao gồm Santa, Trương Gia Nguyên, Patrick, Nhậm Dần Bồng, Châu Kha Vũ và Lưu Vũ. Những thí sinh có thứ hạng tạm thời từ 10 đến 13 đã được tiết lộ vào giữa đêm chung kết, gồm Lưu Chương, Caelan, Patrick và Oscar. Ngoài ra, giải thưởng phụ cho học viên được quan tâm nhất trên mạng xã hội Weibo cũng đã được trao, dành cho Lưu Vũ.
Vào cuối đêm chung kết, INTO1 đã được công bố là tên gọi chính thức của nhóm nhạc nam quốc tế đầu tiên của Sáng tạo doanh. 
| Tập 10 – Chung kết và ra mắt (24 tháng 4 năm 2021 – Truyền hình trực tiếp)  | Tập 10 – Chung kết và ra mắt (24 tháng 4 năm 2021 – Truyền hình trực tiếp)                                | Tập 10 – Chung kết và ra mắt (24 tháng 4 năm 2021 – Truyền hình trực tiếp)                                                   | Tập 10 – Chung kết và ra mắt (24 tháng 4 năm 2021 – Truyền hình trực tiếp) | Tập 10 – Chung kết và ra mắt (24 tháng 4 năm 2021 – Truyền hình trực tiếp) |
| Tiết mục mở màn                                                             | Tiết mục mở màn                                                                                           | Tiết mục mở màn | Tiết mục mở màn                                                            | Tiết mục mở màn                                                            |
| #                                                                           | Bài hát thể hiện (Tác giả)                                                                                | Bài hát thể hiện (Tác giả)                                                                                                   | Biểu diễn                                                                  | Biểu diễn                                                                  |
| --------------------------------------------------------------------------- | --- | --- | -------------------------------------------------------------------------- | -------------------------------------------------------------------------- |
| ĐB                                                                          | 《我们一起闯》(Chuang To-Gather, Go!) (Alyssa Ayaka Ichinise, SQVARE, Sean Michael Alexander @NUMBER K)   | 《我们一起闯》(Chuang To-Gather, Go!) (Alyssa Ayaka Ichinise, SQVARE, Sean Michael Alexander @NUMBER K)                      | Các thí sinh Chuang 2021                                                   | Các thí sinh Chuang 2021                                                   |
| Tiết mục khách mời                                                          | | |                                                                            |                                                                            |
| #                                                                           | Bài hát thể hiện (Tác giả)                                                                                | Bài hát thể hiện (Tác giả)                                                                                                   | Biểu diễn                                                                  | Biểu diễn                                                                  |
| 1                                                                           | 《DNA》(PANTHEPACK)                                                                                       | 《DNA》(PANTHEPACK) | Vương Gia Nhĩ                                                              | Vương Gia Nhĩ                                                              |
| 2                                                                           | 《双马尾》(Slay And Play) (Josefin Glenmark, Andreas "Ndy" Jamsheree)                                     | 《双马尾》(Slay And Play) (Josefin Glenmark, Andreas "Ndy" Jamsheree)                                                        | BonBon Girls 303                                                           | BonBon Girls 303                                                           |
| 3                                                                           | 《Champions》 (Dan Priddy, Danny Parker, James Blunt, Mark Crew, Maureen Ann McDonald)                    | 《Champions》 (Dan Priddy, Danny Parker, James Blunt, Mark Crew, Maureen Ann McDonald)                                       | Châu Thâm                                                                  | Châu Thâm                                                                  |
| 4                                                                           | 《Zoom》(Andreas "Ndy" Jamsheree, Andy Love)                                                              | 《Zoom》(Andreas "Ndy" Jamsheree, Andy Love)                                                                                 | R1SE                                                                       | R1SE                                                                       |
| Trình diễn nhóm                                                             | | |                                                                            |                                                                            |
| #                                                                           | Bài hát thể hiện (Tác giả)                                                                                | Bài hát thể hiện (Tác giả)                                                                                                   | Các thành viên                                                             | Kết quả                                                                    |
| 1                                                                           | 《定义》("Định nghĩa") (Daniel Caesar, Pontus Kalm, Gregory Curtis)                                       | 《定义》("Định nghĩa") (Daniel Caesar, Pontus Kalm, Gregory Curtis)                                                          | Bá Viễn                                                                    | Thành công (7)                                                             |
| 1                                                                           | 《定义》("Định nghĩa") (Daniel Caesar, Pontus Kalm, Gregory Curtis)                                       | 《定义》("Định nghĩa") (Daniel Caesar, Pontus Kalm, Gregory Curtis)                                                          | Hiroto                                                                     | Không thành công                                                           |
| 1                                                                           | 《定义》("Định nghĩa") (Daniel Caesar, Pontus Kalm, Gregory Curtis)                                       | 《定义》("Định nghĩa") (Daniel Caesar, Pontus Kalm, Gregory Curtis)                                                          | Cam Vọng Tinh                                                              | Không thành công                                                           |
| 1                                                                           | 《定义》("Định nghĩa") (Daniel Caesar, Pontus Kalm, Gregory Curtis)                                       | 《定义》("Định nghĩa") (Daniel Caesar, Pontus Kalm, Gregory Curtis)                                                          | Trương Tinh Đặc                                                            | Không thành công                                                           |
| 1                                                                           | 《定义》("Định nghĩa") (Daniel Caesar, Pontus Kalm, Gregory Curtis)                                       | 《定义》("Định nghĩa") (Daniel Caesar, Pontus Kalm, Gregory Curtis)                                                          | Trương Hân Nghiêu                                                          | Không thành công                                                           |
| 1                                                                           | 《定义》("Định nghĩa") (Daniel Caesar, Pontus Kalm, Gregory Curtis)                                       | 《定义》("Định nghĩa") (Daniel Caesar, Pontus Kalm, Gregory Curtis)                                                          | Nhậm Dận Bồng                                                              | Không thành công                                                           |
| 1                                                                           | 《定义》("Định nghĩa") (Daniel Caesar, Pontus Kalm, Gregory Curtis)                                       | 《定义》("Định nghĩa") (Daniel Caesar, Pontus Kalm, Gregory Curtis)                                                          | Amu                                                                        | Không thành công                                                           |
| 1                                                                           | 《定义》("Định nghĩa") (Daniel Caesar, Pontus Kalm, Gregory Curtis)                                       | 《定义》("Định nghĩa") (Daniel Caesar, Pontus Kalm, Gregory Curtis)                                                          | Du Canh Dần                                                                | Không thành công                                                           |
| 1                                                                           | 《定义》("Định nghĩa") (Daniel Caesar, Pontus Kalm, Gregory Curtis)                                       | 《定义》("Định nghĩa") (Daniel Caesar, Pontus Kalm, Gregory Curtis)                                                          | Hồ Diệp Thao                                                               | Không thành công                                                           |
| 2                                                                           | 《少年的摸样》("Tuổi trẻ của chúng ta") ((Sean Michael Alexander, SQVARE, Alyssa, Phil Schwan) @NUMBER K) | 《少年的摸样》("Tuổi trẻ của chúng ta") ((Sean Michael Alexander, SQVARE, Alyssa, Phil Schwan) @NUMBER K)                    | Lưu Vũ                                                                     | Thành công (1)                                                             |
| 2                                                                           | 《少年的摸样》("Tuổi trẻ của chúng ta") ((Sean Michael Alexander, SQVARE, Alyssa, Phil Schwan) @NUMBER K) | 《少年的摸样》("Tuổi trẻ của chúng ta") ((Sean Michael Alexander, SQVARE, Alyssa, Phil Schwan) @NUMBER K)                    | Santa                                                                      | Thành công (2)                                                             |
| 2                                                                           | 《少年的摸样》("Tuổi trẻ của chúng ta") ((Sean Michael Alexander, SQVARE, Alyssa, Phil Schwan) @NUMBER K) | 《少年的摸样》("Tuổi trẻ của chúng ta") ((Sean Michael Alexander, SQVARE, Alyssa, Phil Schwan) @NUMBER K)                    | Rikimaru                                                                   | Thành công (3)                                                             |
| 2                                                                           | 《少年的摸样》("Tuổi trẻ của chúng ta") ((Sean Michael Alexander, SQVARE, Alyssa, Phil Schwan) @NUMBER K) | 《少年的摸样》("Tuổi trẻ của chúng ta") ((Sean Michael Alexander, SQVARE, Alyssa, Phil Schwan) @NUMBER K)                    | Patrick                                                                    | Thành công (9)                                                             |
| 2                                                                           | 《少年的摸样》("Tuổi trẻ của chúng ta") ((Sean Michael Alexander, SQVARE, Alyssa, Phil Schwan) @NUMBER K) | 《少年的摸样》("Tuổi trẻ của chúng ta") ((Sean Michael Alexander, SQVARE, Alyssa, Phil Schwan) @NUMBER K)                    | Nine                                                                       | Thành công (5)                                                             |
| 2                                                                           | 《少年的摸样》("Tuổi trẻ của chúng ta") ((Sean Michael Alexander, SQVARE, Alyssa, Phil Schwan) @NUMBER K) | 《少年的摸样》("Tuổi trẻ của chúng ta") ((Sean Michael Alexander, SQVARE, Alyssa, Phil Schwan) @NUMBER K)                    | Châu Kha Vũ                                                                | Thành công (10)                                                            |
| 2                                                                           | 《少年的摸样》("Tuổi trẻ của chúng ta") ((Sean Michael Alexander, SQVARE, Alyssa, Phil Schwan) @NUMBER K) | 《少年的摸样》("Tuổi trẻ của chúng ta") ((Sean Michael Alexander, SQVARE, Alyssa, Phil Schwan) @NUMBER K)                    | Lưu Chương                                                                 | Thành công (11)                                                            |
| 2                                                                           | 《少年的摸样》("Tuổi trẻ của chúng ta") ((Sean Michael Alexander, SQVARE, Alyssa, Phil Schwan) @NUMBER K) | 《少年的摸样》("Tuổi trẻ của chúng ta") ((Sean Michael Alexander, SQVARE, Alyssa, Phil Schwan) @NUMBER K)                    | Oscar                                                                      | Không thành công                                                           |
| 3                                                                           | 《Be Mine》 ((Nicolas Farmakalids, Cameron Stymeist, Casey Cook, Josh Levi) @NUMBER K )                   | 《Be Mine》 ((Nicolas Farmakalids, Cameron Stymeist, Casey Cook, Josh Levi) @NUMBER K )                                      | Mika                                                                       | Thành công (4)                                                             |
| 3                                                                           | 《Be Mine》 ((Nicolas Farmakalids, Cameron Stymeist, Casey Cook, Josh Levi) @NUMBER K )                   | 《Be Mine》 ((Nicolas Farmakalids, Cameron Stymeist, Casey Cook, Josh Levi) @NUMBER K )                                      | Caelan                                                                     | Không thành công                                                           |
| 3                                                                           | 《Be Mine》 ((Nicolas Farmakalids, Cameron Stymeist, Casey Cook, Josh Levi) @NUMBER K )                   | 《Be Mine》 ((Nicolas Farmakalids, Cameron Stymeist, Casey Cook, Josh Levi) @NUMBER K )                                      | Lâm Mặc                                                                    | Thành công (6)                                                             |
| 3                                                                           | 《Be Mine》 ((Nicolas Farmakalids, Cameron Stymeist, Casey Cook, Josh Levi) @NUMBER K )                   | 《Be Mine》 ((Nicolas Farmakalids, Cameron Stymeist, Casey Cook, Josh Levi) @NUMBER K )                                      | Lelush                                                                     | Không thành công                                                           |
| 3                                                                           | 《Be Mine》 ((Nicolas Farmakalids, Cameron Stymeist, Casey Cook, Josh Levi) @NUMBER K )                   | 《Be Mine》 ((Nicolas Farmakalids, Cameron Stymeist, Casey Cook, Josh Levi) @NUMBER K )                                      | Trương Gia Nguyên                                                          | Thành công (8)                                                             |
| 3                                                                           | 《Be Mine》 ((Nicolas Farmakalids, Cameron Stymeist, Casey Cook, Josh Levi) @NUMBER K )                   | 《Be Mine》 ((Nicolas Farmakalids, Cameron Stymeist, Casey Cook, Josh Levi) @NUMBER K )                                      | Tiết Bát Nhất                                                              | Không thành công                                                           |
| 3                                                                           | 《Be Mine》 ((Nicolas Farmakalids, Cameron Stymeist, Casey Cook, Josh Levi) @NUMBER K )                   | 《Be Mine》 ((Nicolas Farmakalids, Cameron Stymeist, Casey Cook, Josh Levi) @NUMBER K )                                      | Ngô Vũ Hằng                                                                | Không thành công                                                           |
| 3                                                                           | 《Be Mine》 ((Nicolas Farmakalids, Cameron Stymeist, Casey Cook, Josh Levi) @NUMBER K )                   | 《Be Mine》 ((Nicolas Farmakalids, Cameron Stymeist, Casey Cook, Josh Levi) @NUMBER K )                                      | Phó Tư Siêu                                                                | Không thành công                                                           |
| Trình diễn cá nhân                                                          | | |                                                                            |                                                                            |
| #                                                                           | Nhóm | Bài hát thể hiện (Tác giả)                                                                                                   | Ca sĩ gốc                                                                  | Biểu diễn                                                                  |
| 1                                                                           | Hát A | 《爱就一个字》("Yêu chỉ có một chữ") (Jean-Michel Ou)                                                                        | Trương Tín Triết                                                           | Ngô Vũ Hằng                                                                |
| 1                                                                           | Hát A | 《如果雨之后》("Nếu sau cơn mưa") (Châu Hưng Triết)                                                                          | Châu Hưng Triết                                                            | Trương Tinh Đặc                                                            |
| 1                                                                           | Hát A | 《爸爸妈妈》("Papa Mama") (Lý Vinh Hạo)                                                                                      | Lý Vinh Hạo                                                                | Cam Vọng Tinh                                                              |
| 1                                                                           | Hát A | 《普通的孩子》("Đứa trẻ bình thường") (Phó Tư Siêu, Bạch Hạo Thần)                                                           | Tự sáng tác                                                                | Phó Tư Siêu                                                                |
| 1                                                                           | Hát A | 《再一起》("Lại cùng nhau") (Dư Giai Vận)                                                                                    | Dư Giai Vận                                                                | Caelan                                                                     |
| 1                                                                           | Hát A | 《宇宙海》("Đại dương vũ trụ") (Trương Gia Nguyên)                                                                           | Tự sáng tác                                                                | Trương Gia Nguyên                                                          |
| 1                                                                           | Hát A | 《他不懂》("Anh ta không hiểu") (Đường Tương Trí)                                                                            | Trương Kiệt                                                                | Du Canh Dần                                                                |
| 1                                                                           | Hát A | 《太阳》("Mặt trời") (Khâu Chấn Triết)                                                                                       | Khâu Chấn Triết                                                            | Nine                                                                       |
| 2                                                                           | Nhảy | 《Bad and Boujee (Clean Lyrics)》 (Quavious Keyate Marshall, Kiari Cephus, Robert Mandell, Symere Woods, Leland Tyler Wayne) | Migos ft. Lil Uzi Vert                                                     | Patrick                                                                    |
| 2                                                                           | Nhảy | 《Make A Wish (Birthday Song)》(English ver.) (Bobii Lewis, Karen Poole, Sonny J Mason)                                      | NCT U                                                                      | Nhậm Dận Bồng                                                              |
| 2                                                                           | Nhảy | 《Everything I Wanted》(Billie Eilish, Finneas O'Connell)                                                                    | Billie Eilish                                                              | Lâm Mặc                                                                    |
| 2                                                                           | Nhảy | 《怪美的》("Đẹp kỳ lạ") (Rhys Fletcher, Dương Hữu Tiên, Richard Craker, Thái Y Lâm, Trần Tinh Hàn, Hồng Vân Huy)             | Thái Y Lâm                                                                 | Hồ Diệp Thao                                                               |
| 2                                                                           | Nhảy | 《Fun》(Pitbull, Chris Brown)                                                                                                | Pibull, Chris Brown                                                        | Hiroto                                                                     |
| 2                                                                           | Nhảy | 《Monster》 (Shawn Mendes, Justin Bieber, Ashton Simmonds, Adam King Feeney, Mustafa Ahmed)                                  | Shawn Mendes, Justin Bieber                                                | Oscar                                                                      |
| 2                                                                           | Nhảy | 《Carbonyl》(MizarMin Music)                                                                                                 | N/A                                                                        | Trương Hân Nghiêu                                                          |
| 2                                                                           | Nhảy | 《离刻》("Thời khắc rời xa") (Vu Dương)                                                                                      | Vu Dương                                                                   | Santa                                                                      |
| 2                                                                           | Nhảy | 《Joga O Bum Bum Tam Tam》(Leandro Aparecido Ferreira)                                                                       | MC Fioti                                                                   | Rikimaru                                                                   |
| 2                                                                           | Nhảy | 《关山酒》("Quan Sơn Tửu") (Lê Tấn Chân)                                                                                     | Tiểu Hồn                                                                   | Lưu Vũ                                                                     |
| 3                                                                           | Hát B | 《饿狼传说》("Truyền thuyết sói đói") (John Laudon)                                                                          | Trương Lượng Dĩnh                                                          | Amu                                                                        |
| 3                                                                           | Hát B | 《母系社会》("Xã hội mẫu hệ") (Yan Lipei)                                                                                    | Phạm Viện Viện                                                             | Tiết Bát Nhất                                                              |
| 3                                                                           | Hát B | 《穿越时空的信》("Bức thư vượt thời gian") (AK Lưu Chương)                                                                   | Tự sáng tác                                                                | Lưu Chương                                                                 |
| 3                                                                           | Hát B | 《Flower》(Johnny Stimson)                                                                                                   | Johnny Stimson                                                             | Mika                                                                       |
| 3                                                                           | Hát B | 《Jackpot》(Lambert Bulguchev)                                                                                               | Mr Lambo                                                                   | Lelush                                                                     |
| 3                                                                           | Hát B | 《July》(Lãnh Huyền Thần (Curtis), Karl Rubin, August Grant, Rook Monroe, Ngô Diệc Phàm)                                     | Ngô Diệc Phàm                                                              | Châu Kha Vũ                                                                |
| 3                                                                           | Hát B | 《Pop》(Justin Timberlake, Wade Robson)                                                                                      | NSYNC                                                                      | Bá Viễn                                                                    |
| Tiết mục đặc biệt                                                           | | |                                                                            |                                                                            |
| #                                                                           | Bài hát thể hiện (Tác giả)                                                                                | Bài hát thể hiện (Tác giả)                                                                                                   | Biểu diễn                                                                  | Biểu diễn                                                                  |
| 1                                                                           | 《和你在一起》("Ở cạnh bên nhau") (Urban Cla6ix)                                                          | 《和你在一起》("Ở cạnh bên nhau") (Urban Cla6ix)                                                                             | Các thí sinh Chuang 2021                                                   | Các thí sinh Chuang 2021                                                   |
| 2                                                                           | 《永不失联的爱》("Tình yêu vĩnh viễn không mất đi") (Châu Hưng Triết)                                     | 《永不失联的爱》("Tình yêu vĩnh viễn không mất đi") (Châu Hưng Triết)                                                        | Các thí sinh Chuang 2021                                                   | Các thí sinh Chuang 2021                                                   |
| 3                                                                           | 《Lover Boy 88》(Phum Viphurit, Higher Brothers)                                                          | 《Lover Boy 88》(Phum Viphurit, Higher Brothers)                                                                             | Các thí sinh Chuang 2021                                                   | Các thí sinh Chuang 2021                                                   |
| 4                                                                           | 《爱上哪闯上哪闯》"Muốn xông pha ở đâu thì xông pha vào đó"                                               | 《爱上哪闯上哪闯》"Muốn xông pha ở đâu thì xông pha vào đó"                                                                  | Các thí sinh Chuang 2021                                                   | Các thí sinh Chuang 2021                                                   |
| 5                                                                           | 《起风了》("Trời nổi gió rồi") (gốc: Yu Takahashi)                                                        | 《起风了》("Trời nổi gió rồi") (gốc: Yu Takahashi)                                                                           | Các thí sinh và cố vấn Chuang 2021                                         | Các thí sinh và cố vấn Chuang 2021                                         |
| Phần trình diễn ra mắt                                                      | | |                                                                            |                                                                            |
| Bài hát thể hiện (Tác giả)                                                  | Bài hát thể hiện (Tác giả)                                                                                | Bài hát thể hiện (Tác giả)                                                                                                   | Biểu diễn                                                                  | Biểu diễn                                                                  |
| 《INTO1》((SQVARE, Sean Michael Alexander, A Wright, SHARK, Jed) @NUMBER K) | 《INTO1》((SQVARE, Sean Michael Alexander, A Wright, SHARK, Jed) @NUMBER K)                               | 《INTO1》((SQVARE, Sean Michael Alexander, A Wright, SHARK, Jed) @NUMBER K)                                                  | INTO1                                                                      | INTO1                                                                      |

## Thứ hạng

### Thứ hạng trong Top 11
Chú thích:
| #  | Tập 2             | Tập 3                   | Tập 4                  | Tập 5                  | Tập 6                   | Tập 7                  | Tập 8                   | Tập 9                  | Tập 10                  | Tập 10                  | Tập 10                 |
| #  | Tập 2             | Tập 3                   | Tập 4                  | Tập 5                  | Tập 6                   | Tập 7                  | Tập 8                   | Tập 9                  | Vòng 1                  | Vòng 2                  | Cuối                   |
| -- | ----------------- | ----------------------- | ---------------------- | ---------------------- | ----------------------- | ---------------------- | ----------------------- | ---------------------- | ----------------------- | ----------------------- | ---------------------- |
| 1  | Mika              | Mika · ()               | Lưu Vũ · (5)           | Lưu Vũ · ()            | Lưu Vũ · ()             | Châu Kha Vũ · (1)      | Lưu Vũ · (3)            | Lưu Vũ · ()            | Lưu Vũ · ()             | Rikimaru · (1)          | Lưu Vũ · (1)           |
| 2  | Châu Kha Vũ       | Santa · (2)             | Santa · ()             | Santa · ()             | Châu Kha Vũ · (3)       | Santa · (2)            | Santa · ()              | Santa · ()             | Rikimaru · (2)          | Lưu Vũ · (1)            | Santa · (2)            |
| 3  | Trương Gia Nguyên | Châu Kha Vũ · (1)       | Mika · (2)             | Rikimaru · (1)         | Rikimaru · ()           | Rikimaru · ()          | Mika · (3)              | Mika · ()              | Mika · ()               | Mika · ()               | Rikimaru · (2)         |
| 4  | Santa             | Kazuma · (2)            | Rikimaru · (4)         | Mika · (1)             | Santa · (2)             | Lưu Vũ · (3)           | Rikimaru · (1)          | Rikimaru · ()          | Santa · (2)             | Santa · ()              | Mika · (1)             |
| 5  | Nhậm Dận Bồng     | Nhậm Dận Bồng · ()      | Châu Kha Vũ · (2)      | Châu Kha Vũ · ()       | Lâm Mặc · (1)           | Oscar · (6)            | Patrick · (2)           | Patrick · ()           | Bá Viễn · (7)           | Bá Viễn · ()            | Nine · (2)             |
| 6  | Kazuma            | Lưu Vũ · (1)            | Lâm Mặc · (3)          | Lâm Mặc · ()           | Mika · (2)              | Mika · ()              | Caelan · (6)            | Caelan · ()            | Lâm Mặc · (3)           | Lâm Mặc · ()            | Lâm Mặc · ()           |
| 7  | Lưu Vũ            | Trương Gia Nguyên · (4) | Trương Gia Nguyên · () | Trương Gia Nguyên · () | Bá Viễn · (11)          | Patrick · (1)          | Châu Kha Vũ · (6)       | Nine · (1)             | Nine · ()               | Nine · ()               | Bá Viễn · (2)          |
| 8  | Rikimaru          | Rikimaru · ()           | Caelan · (3)           | Caelan · ()            | Patrick · (1)           | Lâm Mặc · (3)          | Nine · (6)              | Châu Kha Vũ · (1)      | Caelan · (2)            | Trương Gia Nguyên · (2) | Trương Gia Nguyên · () |
| 9  | Lâm Mặc           | Lâm Mặc · ()            | Nhậm Dận Bồng · (4)    | Patrick · (3)          | Cam Vọng Tinh · (4)     | Bá Viễn · (2)          | Lâm Mặc · (1)           | Lâm Mặc · ()           | Châu Kha Vũ · (1)       | Caelan · (1)            | Patrick · (2)          |
| 10 | Oscar             | Oscar · ()              | Oscar · ()             | Nhậm Dận Bồng · (1)    | Trương Gia Nguyên · (3) | Trương Gia Nguyên · () | Bá Viễn · (1)           | Lelush · (2)           | Trương Gia Nguyên · (1) | Lưu Chương · (2)        | Châu Kha Vũ · (2)      |
| 11 | Tỉnh Lung         | Caelan · (1)            | Cam Vọng Tinh · (3)    | Oscar · (1)            | Oscar · ()              | Cam Vọng Tinh · (2)    | Trương Gia Nguyên · (1) | Trương Gia Nguyên · () | Oscar · (6)             | Patrick · (2)           | Lưu Chương · (1)       |

### Kết quả chung cuộc
Mười một thực tập sinh sau đây đã nhận được nhiều bình chọn nhất từ khán giả trong đêm chung kết vào ngày 24 tháng 4 năm 2021 và chính thức ra mắt với tư cách là thành viên của nhóm nhạc INTO1.
| Đội hình ra mắt chính thức | Đội hình ra mắt chính thức | Đội hình ra mắt chính thức | Đội hình ra mắt chính thức |
| #                          | Tên                        | Tổng số bình chọn          | Công ty chủ quản           |
| -------------------------- | -------------------------- | -------------------------- | -------------------------- |
| 1                          | Lưu Vũ (C)                 | 25,959,880                 | Biubiu Culture             |
| 2                          | Santa                      | 16,611,343                 | Avex Warps                 |
| 3                          | Rikimaru                   | 16,591,943                 | Avex Warps                 |
| 4                          | Mika                       | 16,255,569                 | Avex                       |
| 5                          | Nine                       | 13,898,339                 | Insight Entertainment      |
| 6                          | Lâm Mặc                    | 13,700,082                 | Original Plan              |
| 7                          | Bá Viễn                    | 13,651,294                 | White Media                |
| 8                          | Trương Gia Nguyên          | 13,612,487                 | Wajijiwa Entertainment     |
| 9                          | Patrick                    | 13,359,428                 | Insight Entertainment      |
| 10                         | Châu Kha Vũ                | 13,279,523                 | Jaywalk Newjoy             |
| 11                         | Lưu Chương                 | 13,274,812                 | W8VES                      |

### Thứ tự bị loại
Chú thích
| Thí sinh            | Đánh giá | Đánh giá | Đánh giá | Đánh giá | Đánh giá | Đánh giá |       | Thứ hạng | Thứ hạng | Thứ hạng | Thứ hạng       | Thứ hạng   | Thứ hạng | Thứ hạng       | Thứ hạng   | Thứ hạng | Thứ hạng       | Thứ hạng   | Thứ hạng       | Thứ hạng   |
| Thí sinh            | Lần 1    | Lần 2    | Lần 3    | Lần 4    | Lần 5    | Lần 6    | Tập 2 | Tập 3    | Tập 4    | Tập 5    | Tập 5          | Tập 6      | Tập 7    | Tập 7          | Tập 8      | Tập 9    | Tập 9          | Tập 10     | Tập 10         |            |
| Thí sinh            | Lần 1    | Lần 2    | Lần 3    | Lần 4    | Lần 5    | Lần 6    | #     | #        | #        | #        | Tổng bình chọn | #          | #        | Tổng bình chọn | #          | #        | Tổng bình chọn | #          | Tổng bình chọn |            |
| ------------------- | -------- | -------- | -------- | -------- | -------- | -------- | ----- | -------- | -------- | -------- | -------------- | ---------- | -------- | -------------- | ---------- | -------- | -------------- | ---------- | -------------- | ---------- |
| Lưu Vũ              | A        | A        | A        | A        | A        | A        |       | 7        | 6        | 1        | 1              | 21,308,912 | 1        | 4              | 14,433,893 | 1        | 1              | 11,836,817 | 1              | 25,959,880 |
| Santa               | A        | C        | A        | A        | A        | A        | 4     | 2        | 2        | 2        | 19,576,309     | 4          | 2        | 14,773,950     | 2          | 2        | 7,435,270      | 2          | 16,611,343     |            |
| Rikimaru            | A        | A        | A        | A        | A        | A        | 8     | 8        | 4        | 3        | 18,446,706     | 3          | 3        | 14,538,347     | 4          | 4        | 6,503,416      | 3          | 16,591,943     |            |
| Mika                | B→F      | B        | A        | A        | A        | A        | 1     | 1        | 3        | 4        | 17,639,804     | 6          | 6        | 12,155,973     | 3          | 3        | 6,977,253      | 4          | 16,255,569     |            |
| Nine                | B        | C        | B        | B        | B        | A        | 13    | 15       | 15       | 16       | 8,441,438      | 14         | 14       | 8,443,364      | 8          | 7        | 4,475,569      | 5          | 13,898,339     |            |
| Lâm Mặc             | A→B→A    | B        | A        | A        | A        | A        | 9     | 9        | 6        | 6        | 13,990,221     | 5          | 8        | 10,806,994     | 9          | 9        | 4,334,075      | 6          | 13,700,082     |            |
| Bá Viễn             | A        | B        | A        | B        | A        | B        | 46    | 36       | 20       | 18       | 6,375,096      | 7          | 9        | 10,075,053     | 10         | 12       | 3,812,396      | 7          | 13,651,294     |            |
| Trương Gia Nguyên   | C        | B        | C        | A        | A        | A        | 3     | 7        | 7        | 7        | 12,624,851     | 10         | 10       | 9,477,805      | 11         | 11       | 3,816,761      | 8          | 13,612,487     |            |
| Patrick             | B→F      | C        | A        | A        | A        | A        | 21    | 12       | 12       | 9        | 10,463,315     | 8          | 7        | 11,241,829     | 5          | 5        | 5,330,748      | 9          | 13,359,428     |            |
| Châu Kha Vũ         | A→B→F    | C        | C        | A        | A        | A        | 2     | 3        | 5        | 5        | 16,906,210     | 2          | 1        | 15,266,078     | 7          | 8        | 4,435,889      | 10         | 13,279,523     |            |
| Lưu Chương          | B→F      | B        | B        | B        | B        | B        | 20    | 13       | 16       | 13       | 9,565,832      | 18         | 15       | 7,940871       | 13         | 13       | 3,493,794      | 11         | 13,274,812     |            |
| Caelan              | B        | C        | B        | A        | B        | A        | 12    | 11       | 8        | 8        | 11,909,999     | 12         | 13       | 8,698,240      | 6          | 6        | 5,067,520      | 12         | 12,819,271     |            |
| Oscar               | A→B→A    | C        | B        | A        | A        | B        | 10    | 10       | 10       | 11       | 10,007,720     | 11         | 5        | 12,336,864     | 17         | 17       | 2,854,135      | 13         | 12,230,067     |            |
| Cam Vọng Tinh       | C        | C        | C        | B        | A        | B        | 19    | 14       | 11       | 12       | 9,794,669      | 9          | 11       | 9,459,262      | 16         | 15       | 2,999,737      | 14         | 7,469,378      |            |
| Hiroto              | B        | A        | B        | B        | B        | B        | 29    | 29       | 18       | 17       | 6,895,112      | 15         | 12       | 8,856,294      | 14         | 14       | 3,441,630      | 15         | 5,477,202      |            |
| Trương Tinh Đặc     | B        | B        | B        | B        | B        | B        | 26    | 27       | 23       | 21       | 5,310,719      | 23         | 18       | 6,416,020      | 15         | 16       | 2,950,003      | 16         | 2,572,435      |            |
| Lelush              | F        | B        | F        | B        | B        | A        | 74    | 49       | 34       | 29       | 3,869,738      | 19         | 21       | 6,070,507      | 12         | 10       | 4,019,170      | 17         | 1,960,253      |            |
| Ngô Vũ Hằng         | C        | A        | A        | B        | B        | B        | 16    | 16       | 13       | 14       | 9,412,096      | 17         | 16       | 7,659,034      | 18         | 19       | 2,000,953      | 18         | 1,829,783      |            |
| Nhậm Dận Bồng       | C        | A        | F        | A        | B        | B        | 5     | 5        | 9        | 10       | 10,034,180     | 13         | 17       | 6,581,482      | 20         | 22       | 1,798,968      | 19         | 1,802,420      |            |
| Trương Hân Nghiêu   | C        | B        | B        | B        | B        | B        | 18    | 17       | 19       | 20       | 5,667,546      | 20         | 20       | 6,265,651      | 21         | 20       | 1,856,888      | 20         | 1,560,064      |            |
| Du Canh Dần         | A        | B        | A        | B        | B        | B        | 25    | 28       | 24       | 22       | 4,889,952      | 16         | 22       | 5,842,246      | 23         | 23       | 1,786,773      | 21         | 1,421,946      |            |
| Phó Tư Siêu         | C        | B        | F        | B        | B        | B        | 14    | 20       | 22       | 24       | 4,277,208      | 24         | 19       | 6,360,061      | 19         | 21       | 1,801,192      | 22         | 893,191        |            |
| Hồ Diệp Thao        | A        | A        | A        | B        | B        | B        | 37    | 34       | 29       | 25       | 4,212,453      | 31         | 32       | 3,631,076      | 27         | 25       | 1,532,797      | 23         | 823,603        |            |
| Amu Hanyuda         | B        | F        | B        | B        | B        | B        | 40    | 32       | 26       | 27       | 4,008,131      | 30         | 24       | 5,271,024      | 24         | 24       | 1,585,282      | 24         | 441,526        |            |
| Tiết Bát Nhất       | C        | B        | F        | B        | B        | B        | 54    | 47       | 33       | 28       | 3,915,599      | 28         | 29       | 4,157,566      | 22         | 18       | 2,439,967      | 25         | 163,088        |            |
| Tỉnh Lung           | B        | C        | B        | B        | B        | Bị loại  | 11    | 18       | 14       | 15       | 8,974,409      | 25         | 33       | 3,616,730      | 25         | 26       | 1,480,501      |            |                |            |
| Tăng Hàm Giang      | B        | B        | F        | C        | B        | Bị loại  | 47    | 41       | 39       | 37       | 2,872,735      | 32         | 26       | 4,523,109      | 26         | 27       | 1,013,975      |            |                |            |
| Tạ Hưng Dương       | F        | B        | C        | B        | B        | Bị loại  | 51    | 53       | 35       | 30       | 3,776,073      | 21         | 23       | 5,453,873      | 30         | 28       | 1,011,332      |            |                |            |
| Ngô Hải             | B        | B        | B        | C        | B        | Bị loại  | 55    | 68       | 53       | 43       | 2,527,470      | 35         | 28       | 4,160,952      | 29         | 29       | 961,192        |            |                |            |
| Hà Ngật Phồn        | C        | F        | C        | B        | B        | Bị loại  | 22    | 26       | 27       | 31       | 3,550,158      | 26         | 25       | 4,994,831      | 28         | 30       | 918,424        |            |                |            |
| Ngụy Tử Việt        | C        | A        | C        | C        | B        | Bị loại  | 41    | 38       | 42       | 46       | 2,203,940      | 34         | 27       | 4,213,924      | 31         | 31       | 434,028        |            |                |            |
| Trương Đằng         | C        | B        | F        | B        | B        | Bị loại  | 28    | 23       | 25       | 26       | 4,135,523      | 22         | 30       | 4,117,512      | 32         | 32       | 403,085        |            |                |            |
| Vinh Diệu           | F        | F        | C        | C        | B        | Bị loại  | 48    | 37       | 37       | 40       | 2,805,829      | 29         | 31       | 4,066,917      | 33         | 33       | 163,313        |            |                |            |
| Quý Thượng Kỳ       | F        | F        | C        | C        | Bị loại  | Bị loại  | 60    | 64       | 55       | 50       | 1,971,780      | 27         | 34       | 3,334,614      |            |          |                |            |                |            |
| Ichika Uehara       | B        | F        | F        | C        | Bị loại  | Bị loại  | 69    | 65       | 46       | 44       | 2,324,875      | 39         | 35       | 3,193,118      |            |          |                |            |                |            |
| Nặc Ngôn            | C        | C        | F        | C        | Bị loại  | Bị loại  | 30    | 33       | 36       | 39       | 2,837,783      | 42         | 36       | 3,167,884      |            |          |                |            |                |            |
| La Ngôn             | B        | A        | C        | C        | Bị loại  | Bị loại  | 65    | 59       | 51       | 38       | 2,872,334      | 44         | 37       | 2,918,977      |            |          |                |            |                |            |
| Eisho Sato          | C        | F        | F        | C        | Bị loại  | Bị loại  | 61    | 62       | 49       | 49       | 2,050,957      | 41         | 38       | 2,918,810      |            |          |                |            |                |            |
| Diệp Hạo Nhiên      | C        | F        | F        | C        | Bị loại  | Bị loại  | 34    | 40       | 41       | 36       | 2,974,918      | 38         | 39       | 2,841,539      |            |          |                |            |                |            |
| Hàn Bội Tuyền       | A        | F        | F        | B        | Bị loại  | Bị loại  | 27    | 21       | 17       | 19       | 6,354,663      | 33         | 40       | 2,536,229      |            |          |                |            |                |            |
| Lục Định Hạo        | F        | B        | F        | B        | Bị loại  | Bị loại  | 23    | 24       | 30       | 33       | 3,194,874      | 40         | 41       | 2,332,588      |            |          |                |            |                |            |
| Thiệu Minh Minh     | C        | F        | F        | B        | Bị loại  | Bị loại  | 15    | 19       | 21       | 23       | 4,377,584      | 37         | 42       | 2,233,856      |            |          |                |            |                |            |
| Lý Lạc Nhĩ          | B        | A        | C        | C        | Bị loại  | Bị loại  | 45    | 30       | 32       | 35       | 3,046,577      | 36         | 43       | 1,854,769      |            |          |                |            |                |            |
| Vu Dương            | A        | C        | B        | C        | Bị loại  | Bị loại  | 33    | 39       | 40       | 41       | 2,612,301      | 43         | 44       | 1,676,054      |            |          |                |            |                |            |
| Vương Hiếu Thần     | F        | B        | B        | C        | Bị loại  | Bị loại  | 56    | 60       | 50       | 52       | 1,888,192      | 45         | 45       | 1,407,021      |            |          |                |            |                |            |
| Khuất Bách Vũ       | F        | F        | F        | C        | Bị loại  | Bị loại  | 67    | 42       | 47       | 54       | 1,835,885      | 46         | 46       | 1,061,346      |            |          |                |            |                |            |
| Tưởng Đôn Hào       | F        | F        | B        | C        | Bị loại  | Bị loại  | 42    | 44       | 56       | 53       | 1,847,270      | 47         | 47       | 895,160        |            |          |                |            |                |            |
| Đại Thiếu Đông      | B→A→B    | F        | B        | C        | Bị loại  | Bị loại  | 32    | 31       | 31       | 34       | 3,107,098      | 48         | 48       | 793,684        |            |          |                |            |                |            |
| Hoàng Côn           | C        | F        | C        | C        | Bị loại  | Bị loại  | 49    | 56       | 43       | 42       | 2,534,130      | 50         | 49       | 525,002        |            |          |                |            |                |            |
| Lailai              | F        | F        | F        | B        | Bị loại  | Bị loại  | 24    | 25       | 28       | 32       | 3,456,699      | 49         | 50       | 455,850        |            |          |                |            |                |            |
| Hà Quyến Dục        | B        | C        | B        | C        | Bị loại  | Bị loại  | 36    | 45       | 44       | 47       | 2,199,639      | 51         | 51       | 311,194        |            |          |                |            |                |            |
| Từ Thiệu Lam        | B        | A        | C        | C        | Bị loại  | Bị loại  | 64    | 54       | 48       | 48       | 2,126,282      | 53         | 52       | 286,303        |            |          |                |            |                |            |
| Hà Ý Tuấn           | F        | B        | F        | C        | Bị loại  | Bị loại  | 83    | 84       | 68       | 55       | 1,714,910      | 52         | 53       | 263,894        |            |          |                |            |                |            |
| Trương Chương       | F        | B        | C        | C        | Bị loại  | Bị loại  | 44    | 50       | 59       | 51       | 1,956,108      | 54         | 54       | 119,878        |            |          |                |            |                |            |
| Phạm Trăn Nhĩ       | C        | C        | C        | C        | Bị loại  | Bị loại  | 17    | 22       | 38       | 45       | 2,284,339      | 55         | 55       | 54,262         |            |          |                |            |                |            |
| David Kolosov       | C        | B        | F        | Bị loại  | Bị loại  | Bị loại  | 50    | 51       | 58       | 56       | 1,671,088      |            |          |                |            |          |                |            |                |            |
| Lý Trạch Khôn       | F        | B        | F        | Bị loại  | Bị loại  | Bị loại  | 59    | 67       | 60       | 57       | 1,644,677      |            |          |                |            |          |                |            |                |            |
| Lâm Dục Tu          | F        | B        | F        | Bị loại  | Bị loại  | Bị loại  | 38    | 35       | 45       | 58       | 1,614,903      |            |          |                |            |          |                |            |                |            |
| Lý Gia Hào          | C        | F        | C        | Bị loại  | Bị loại  | Bị loại  | 58    | 66       | 61       | 59       | 1,602,130      |            |          |                |            |          |                |            |                |            |
| Yuya Tsuzuk         | C        | C        | F        | Bị loại  | Bị loại  | Bị loại  | 68    | 72       | 57       | 60       | 1,511,462      |            |          |                |            |          |                |            |                |            |
| Lưu Đường Huy       | F        | B        | F        | Bị loại  | Bị loại  | Bị loại  | 79    | 79       | 62       | 61       | 1,418,497      |            |          |                |            |          |                |            |                |            |
| Dịch Hàm            | C        | A        | F        | Bị loại  | Bị loại  | Bị loại  | 43    | 48       | 52       | 62       | 1,400,284      |            |          |                |            |          |                |            |                |            |
| Yuu                 | C        | B        | C        | Bị loại  | Bị loại  | Bị loại  | 71    | 69       | 64       | 63       | 1,371,731      |            |          |                |            |          |                |            |                |            |
| Lý Gia Tường        | A        | C        | C        | Bị loại  | Bị loại  | Bị loại  | 35    | 43       | 54       | 64       | 1,338,664      |            |          |                |            |          |                |            |                |            |
| Lại Diệu Tường      | F        | F        | A        | Bị loại  | Bị loại  | Bị loại  | 90    | 76       | 70       | 65       | 1,197,864      |            |          |                |            |          |                |            |                |            |
| Tào Tả              | F        | B        | B        | Bị loại  | Bị loại  | Bị loại  | 31    | 46       | 63       | 66       | 1,176,833      |            |          |                |            |          |                |            |                |            |
| Lăng Tiêu           | C        | C        | F        | Bị loại  | Bị loại  | Bị loại  | 53    | 58       | 66       | 67       | 1,162,165      |            |          |                |            |          |                |            |                |            |
| Lý Bái Dương        | F        | B        | F        | Bị loại  | Bị loại  | Bị loại  | 76    | 55       | 67       | 68       | 1,157,439      |            |          |                |            |          |                |            |                |            |
| Lý Chính Đình       | F        | F        | C        | Bị loại  | Bị loại  | Bị loại  | 63    | 61       | 65       | 69       | 921,464        |            |          |                |            |          |                |            |                |            |
| Shingo Kadowaki     | B        | B        | B        | Bị loại  | Bị loại  | Bị loại  | 73    | 73       | 71       | 70       | 863,603        |            |          |                |            |          |                |            |                |            |
| Lindow Ozaki        | F        | F        | F        | Bị loại  | Bị loại  | Bị loại  | 52    | 57       | 69       | 71       | 831,206        |            |          |                |            |          |                |            |                |            |
| Ryo Harabe          | B        | B        | B        | Bị loại  | Bị loại  | Bị loại  | 72    | 71       | 73       | 72       | 764,508        |            |          |                |            |          |                |            |                |            |
| Trần Tuấn Khiết     | C        | B        | F        | Bị loại  | Bị loại  | Bị loại  | 70    | 75       | 74       | 73       | 660,450        |            |          |                |            |          |                |            |                |            |
| Tiêu Lực Hoàn       | C        | B        | C        | Bị loại  | Bị loại  | Bị loại  | 78    | 80       | 86       | 74       | 626,781        |            |          |                |            |          |                |            |                |            |
| Lưu Nghiêm Đông Quý | C        | F        | F        | Bị loại  | Bị loại  | Bị loại  | 39    | 52       | 72       | 75       | 599,028        |            |          |                |            |          |                |            |                |            |
| Trịnh Minh Hâm      | F        | B        | F        | Bị loại  | Bị loại  | Bị loại  | 77    | 78       | 76       | 76       | 506,811        |            |          |                |            |          |                |            |                |            |
| Lưu Thông           | C        | F        | F        | Bị loại  | Bị loại  | Bị loại  | 75    | 63       | 75       | 77       | 465,141        |            |          |                |            |          |                |            |                |            |
| Keiya Taguchi       | F        | B        | F        | Bị loại  | Bị loại  | Bị loại  | 87    | 85       | 79       | 78       | 415,243        |            |          |                |            |          |                |            |                |            |
| Cốc Liễu Lâm        | B        | C        | B        | Bị loại  | Bị loại  | Bị loại  | 57    | 70       | 77       | 79       | 366,659        |            |          |                |            |          |                |            |                |            |
| Vi Ngữ Tiết         | F        | B        | C        | Bị loại  | Bị loại  | Bị loại  | 84    | 86       | 85       | 80       | 312,079        |            |          |                |            |          |                |            |                |            |
| Andy Shamray        | B        | F        | B        | Bị loại  | Bị loại  | Bị loại  | 82    | 81       | 80       | 81       | 260,851        |            |          |                |            |          |                |            |                |            |
| A Khắc Chu Lực      | F        | B        | F        | Bị loại  | Bị loại  | Bị loại  | 62    | 74       | 78       | 82       | 252,359        |            |          |                |            |          |                |            |                |            |
| Tiền Chính Vũ       | F        | B        | F        | Bị loại  | Bị loại  | Bị loại  | 80    | 82       | 81       | 83       | 235,726        |            |          |                |            |          |                |            |                |            |
| Luke Pfleger        | C        | F        | C        | Bị loại  | Bị loại  | Bị loại  | 88    | 90       | 82       | 84       | 233,686        |            |          |                |            |          |                |            |                |            |
| Trần Thụy Phong     | C        | C        | F        | Bị loại  | Bị loại  | Bị loại  | 81    | 83       | 83       | 85       | 221,348        |            |          |                |            |          |                |            |                |            |
| Lý Thái Long        | C        | F        | F        | Bị loại  | Bị loại  | Bị loại  | 66    | 77       | 84       | 86       | 162,391        |            |          |                |            |          |                |            |                |            |
| Jumpei              | F        | F        | B        | Bị loại  | Bị loại  | Bị loại  | 89    | 87       | 87       | 87       | 159,288        |            |          |                |            |          |                |            |                |            |
| Từ Thánh Tư         | B        | F        | B        | Bị loại  | Bị loại  | Bị loại  | 85    | 89       | 88       | 88       | 152,563        |            |          |                |            |          |                |            |                |            |
| Vương Trạch Hạo     | B        | C        | C        | Bị loại  | Bị loại  | Bị loại  | 86    | 88       | 89       | 89       | 124,907        |            |          |                |            |          |                |            |                |            |
| Kazuma              | C        | C        | F        | Rút lui  | Rút lui  | Rút lui  | 6     | 4        | Rút lui  |          |                |            |          |                |            |          |                |            |                |            |

## Đĩa nhạc

### Album
| Tựa đề                              | Chi tiết album                                                                                 |
| ----------------------------------- | ---------------------------------------------------------------------------------------------- |
| Produce Camp 2021 Issue 1           | - Phát hành: 17 tháng 2, 2021 - Hãng đĩa: Tencent Video - Định dạng: Tải nhạc, phát trực tuyến |
| Produce Camp 2021 Issue 1 (Part II) | - Phát hành: 20 tháng 2, 2021 - Hãng đĩa: Tencent Video - Định dạng: Tải nhạc, phát trực tuyến |
| Produce Camp 2021 Issue 2           | - Phát hành: 27 tháng 2, 2021 - Hãng đĩa: Tencent Video - Định dạng: Tải nhạc, phát trực tuyến |
| Produce Camp 2021 Issue 3           | - Phát hành: 3 tháng 3, 2021 - Hãng đĩa: Tencent Video - Định dạng: Tải nhạc, phát trực tuyến  |
| Produce Camp 2021 Issue 4           | - Phát hành: 13 tháng 3, 2021 - Hãng đĩa: Tencent Video - Định dạng: Tải nhạc, phát trực tuyến |
| Produce Camp 2021 Issue 6           | - Phát hành: 27 tháng 3, 2021 - Hãng đĩa: Tencent Video - Định dạng: Tải nhạc, phát trực tuyến |
| Produce Camp 2021 Issue 8           | - Phát hành: 10 tháng 4, 2021 - Hãng đĩa: Tencent Video - Định dạng: Tải nhạc, phát trực tuyến |
| Produce Camp 2021 Issue 10          | - Phát hành: 24 tháng 4, 2021 - Hãng đĩa: Tencent Video - Định dạng: Tải nhạc, phát trực tuyến |

### Đĩa đơn
| Tựa đề                  | Ngày phát hành   | Ngôn ngữ   | Album                         | Nhãn    |
| ----------------------- | ---------------- | ---------- | ----------------------------- | ------- |
| "我们一起闯"            | 10 tháng 3, 2021 | Quan thoại | Đĩa đơn không nằm trong album | Tencent |
| "Chuang To-Gather, Go!" | 10 tháng 3, 2021 | Tiếng Anh  | Đĩa đơn không nằm trong album | Tencent |

## Sáng tạo doanh 2021: Ai là kẻ ngốc trong thế giới ma sói?
Ai là kẻ ngốc trong thế giới ma sói là chương trình phụ của Sáng tạo doanh 2021, trong đó các học viên sẽ mặc trang phục theo chủ đề và trở thành người chơi trong không gian ảo, cố gắng hoàn thành các thử thách để giành lấy chiến thắng cuối cùng. Quá trình chơi sẽ thể hiện trí thông minh, thể lực và sức hút thú vị của các học viên.
     Người chiến thắng
| Học viên tham gia | Học viên tham gia | Học viên tham gia | Học viên tham gia | Học viên tham gia | Học viên tham gia | Học viên tham gia | Học viên tham gia | Học viên tham gia | Học viên tham gia |
| Tập 1             | Tập 2             | Tập 3             | Tập 4             | Tập 5             | Tập 6             | Tập 7             | Tập 8             | Tập 9             | Tập 10            |
| ----------------- | ----------------- | ----------------- | ----------------- | ----------------- | ----------------- | ----------------- | ----------------- | ----------------- | ----------------- |
| David             | Trần Thụy Phong   | Phó Tư Siêu       | Caelan            | Trần Tuấn Khiết   | Amu               | Bá Viễn           | Eisho             | Bá Viễn           | Caelan            |
| Eisho             | Hiroto            | Ichinose          | Lâm Mặc           | Hàn Bội Tuyền     | Hà Ngật Phồn      | Cam Vọng Tinh     | Phó Tư Siêu       | Cam Vọng Tinh     | Phó Tư Siêu       |
| Lưu Vũ            | Hồ Diệp Thao      | Lý Chính Đình     | Cam Vọng Tinh     | Lelush            | Ichika            | Lâm Mặc           | Khuất Bách Vũ     | Hà Ngật Phồn      | Lâm Mặc           |
| Lục Đình Hạo      | Lâm Mặc           | Lâm Dục Tu        | Khuất Bách Vũ     | Lý Bái Dương      | Tỉnh Lung         | Lưu Vũ            | Vinh Diệu         | Hồ Diệp Thao      | Lưu Chương        |
| Vinh Diệu         | Lưu Chương        | Lưu Đường Huy     | Rikimaru          | Lý Trạch Khôn     | Kazuma            | La Ngôn           | Ngụy Tử Việt      | Tỉnh Lung         | Nine              |
| Santa             | Mika              | Nặc Ngôn          | Lưu Thông         | Nine              | Lưu Chương        | Nine              | Ngô Hải           | Lưu Vũ            | Patrick           |
| Ngụy Tử Việt      | Oscar             | Nhậm Dận Bồng     | Ngô Hải           | Nhậm Dận Bồng     | Lăng Tiêu         | Patrick           | Du Canh Dần       | Lelush            | Santa             |
| Tiết Bát Nhất     | Patrick           | Tạ Hưng Dương     | Yuu               | Vi Ngữ Tiết       | Ngô Vũ Hằng       | Vương Hiểu Thần   | Trương Gia Nguyên | Oscar             | Ngô Vũ Hằng       |
| Trương Gia Nguyên | Ngô Vũ Hằng       | Dịch Hàm          | Trương Gia Nguyên | Trương Hân Nghiêu | Diệp Hạo Nhiên    | Tạ Hưng Dương     | Trương Đằng       | Nhậm Dận Bồng     | Trương Gia Nguyên |
| Châu Kha Vũ       | Trương Đằng       | Du Canh Dần       | Trương Tinh Đặc   | Châu Kha Vũ       | Trịnh Minh Hâm    | Tăng Hàm Giang    | Châu Kha Vũ       | Trương Hân Nghiêu | Châu Kha Vũ       |